# Apollo 11
Apollo 11 fu la missione spaziale che portò i primi uomini sulla Luna, gli astronauti statunitensi Neil Armstrong e Buzz Aldrin. Il 20 luglio 1969 alle 20:17:40 UTC avvenne l'allunaggio del modulo lunare Eagle. Il 21 luglio, alle ore 02:56 UTC, Armstrong fu il primo uomo a mettere piede sul suolo lunare; Aldrin lo raggiunse 19 minuti più tardi. I due trascorsero circa due ore e un quarto a esplorare il sito chiamato Statio Tranquillitatis, e raccolsero 21,5 kg di materiale lunare che avrebbero riportato sulla Terra. Il terzo membro dell'equipaggio, Michael Collins, pilota del modulo di comando, rimase in orbita lunare mentre gli altri due erano sulla superficie; 21,5 ore dopo l'allunaggio i tre si riunirono e Collins pilotò il modulo di comando Columbia nella traiettoria di ritorno verso la Terra. La missione terminò il 24 luglio, con l'ammaraggio nell'oceano Pacifico.
Lanciata da un razzo Saturn V dal Kennedy Space Center, il 16 luglio alle 13:32 UTC, Apollo 11 fu la quinta missione con equipaggio del programma Apollo della NASA. La navicella spaziale Apollo era costituita da tre parti: un modulo di comando (CM) che ospitava i tre astronauti ed è l'unica parte rientrata a Terra, un modulo di servizio (SM), che forniva il modulo di comando di propulsione, energia elettrica, ossigeno e acqua, e un modulo lunare (LM). La navicella entrò in orbita lunare dopo circa tre giorni di viaggio e, una volta raggiunta, gli astronauti Armstrong e Aldrin si spostarono sul modulo lunare Eagle con cui discesero nel Mare della Tranquillità. Dopo aver messo piede sulla Luna e aver effettuato la prima passeggiata lunare della storia, gli astronauti utilizzarono lo stadio di ascesa di Eagle per lasciare la superficie e ricongiungersi a Collins sul modulo di comando. Sganciarono quindi Eagle prima di effettuare le manovre che li avrebbero portati fuori dall'orbita lunare verso una traiettoria in direzione della Terra dove ammararono nell'oceano Pacifico il 24 luglio dopo più di otto giorni nello spazio.
La prima passeggiata lunare fu trasmessa in diretta televisiva per un pubblico mondiale. Nel mettere il primo piede sulla superficie della Luna Armstrong commentò l'evento come "un piccolo passo per [un] uomo, un grande balzo per l'umanità". Apollo 11 concluse la corsa allo spazio intrapresa dagli Stati Uniti e dall'Unione Sovietica nello scenario più ampio della guerra fredda, realizzando l'obiettivo nazionale che il presidente degli Stati Uniti John F. Kennedy aveva definito il 25 maggio 1961 in occasione di un discorso davanti al Congresso degli Stati Uniti: "Prima che finisca questo decennio, di far atterrare un uomo sulla Luna e farlo tornare sano e salvo sulla Terra".

## Contesto storico
Tra la fine degli anni cinquanta e l'inizio degli anni sessanta del Novecento, gli Stati Uniti d'America erano impegnati nella cosiddetta "guerra fredda", una rivalità geopolitica con l'Unione Sovietica. Il 4 ottobre 1957, quest'ultima lanciò lo Sputnik 1, il primo satellite artificiale. Questo sorprendente successo scatenò paure e immaginazioni in tutto il mondo. Non solo servì a dimostrare che l'Unione Sovietica possedeva la capacità di colpire con armi nucleari su distanze intercontinentali, ma anche di poter sfidare le aspettative statunitensi riguardo alla superiorità militare, economica e tecnologica. Questo fece scaturire la crisi dello Sputnik e innescò quella che verrà conosciuta come "corsa allo spazio". Il presidente Dwight D. Eisenhower reagì a queste notizie creando la National Aeronautics and Space Administration (NASA) e dando impulso all'inizio del Programma Mercury, che aveva come obiettivo di portare un uomo in orbita geocentrica. Tuttavia il 12 aprile 1961 gli statunitensi vennero nuovamente anticipati quando il cosmonauta sovietico Jurij Gagarin divenne la prima persona nello spazio e il primo a orbitare intorno alla Terra. Fu un altro colpo all'orgoglio statunitense. Quasi un mese dopo, il 5 maggio 1961, Alan Shepard divenne il primo americano nello spazio, completando un volo suborbitale di 15 minuti. Dopo essere stato recuperato nell'oceano Atlantico, ricevette una telefonata di congratulazioni dal successore di Eisenhower, John F. Kennedy.
Kennedy si preoccupava di ciò che i cittadini di altre nazioni pensassero degli Stati Uniti e credeva che fosse nell'interesse nazionale non solo essere superiori agli altri, ma che fosse importante tanto essere potenti quanto apparire tali. Era quindi considerato intollerabile che l'Unione Sovietica fosse più avanzata nel campo dell'esplorazione spaziale e che fosse determinata a battere gli Stati Uniti in una sfida che massimizzasse le sue possibilità di vittoria. Poiché l'Unione Sovietica poteva vantare i vettori con la capacità di carico più elevata, agli Stati Uniti si presentava una sfida che andava al di là della capacità nella produzione di sistemi balistici della generazione esistente per uguagliare i sovietici, ma che doveva presentare un traguardo più spettacolare, anche se non giustificato da motivi strettamente militari. Dopo essersi consultato con i suoi esperti e consulenti, Kennedy scelse un progetto del genere. Il 25 maggio 1961, si rivolse al Congresso degli Stati Uniti su "Urgenti necessità nazionali" e dichiarò:
Il 12 settembre 1962, Kennedy tenne un altro discorso davanti a un pubblico di circa 40 000 persone allo stadio di football americano dell'Università Rice a Houston, in Texas. Un pezzo del discorso che viene menzionato spesso è il seguente:

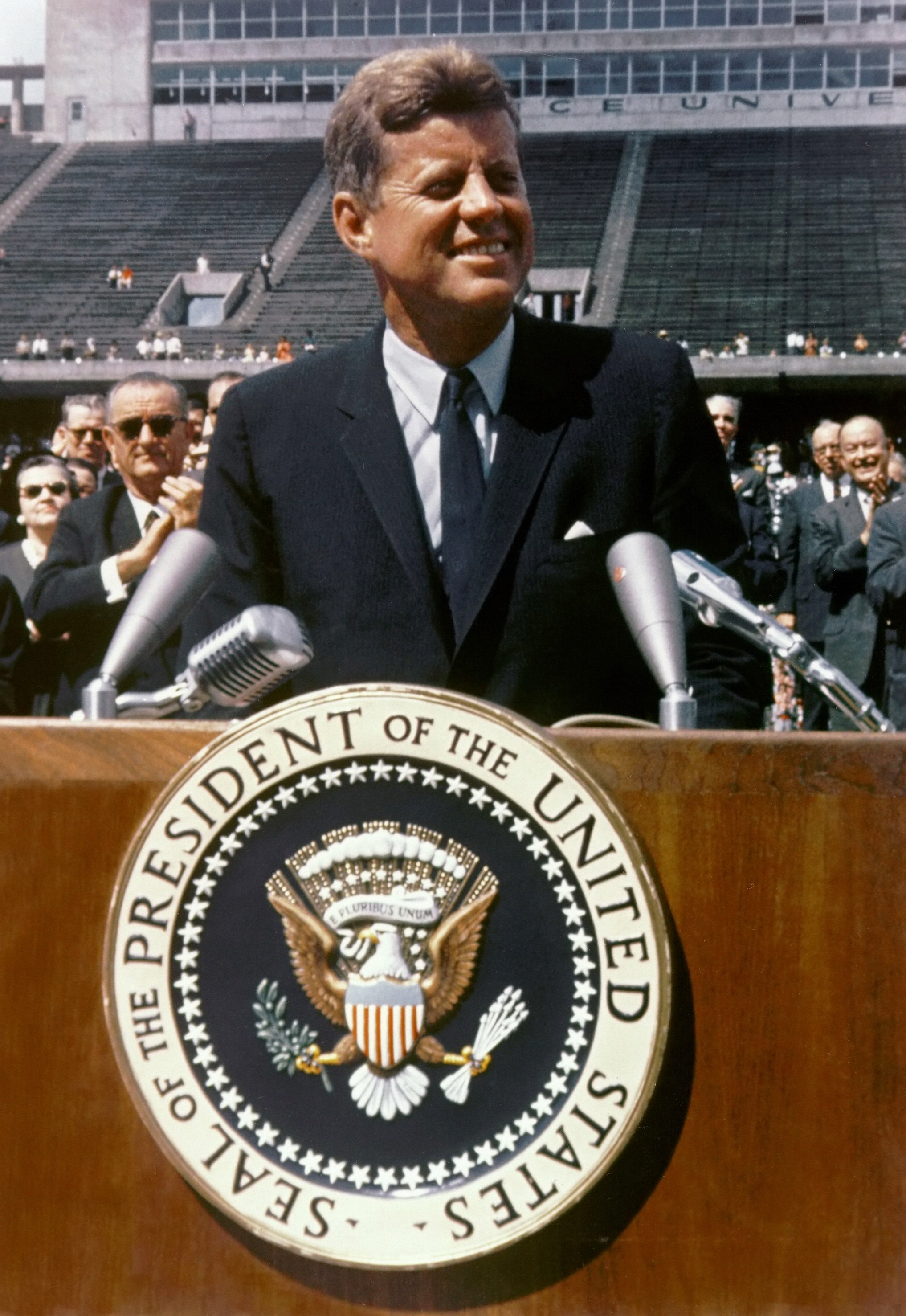
Il Presidente John F. Kennedy che parla all'Università Rice il 12 settembre 1962

Scegliamo di andare sulla Luna! Scegliamo di andare sulla Luna... Scegliamo di andare sulla Luna in questo decennio e di fare le altre cose, non perché sono facili, ma perché sono difficili; perché quell'obiettivo servirà ad organizzare e misurare il meglio delle nostre energie e abilità, perché quella è una sfida che siamo disposti ad accettare, una che non siamo disposti a posticipare e una che intendiamo vincere e anche le altre.»
Ciononostante, il programma proposto incontrò l'opposizione di molti statunitensi e fu soprannominato un moondoggle (gioco di parole con boondoggle, che significa uno spreco di tempo e denaro) da Norbert Wiener, un matematico del Massachusetts Institute of Technology. Lo sforzo di far atterrare un uomo sulla Luna aveva già un nome: Programma Apollo. Quando Kennedy incontrò Nikita Chruščëv, il leader dell'Unione Sovietica nel giugno 1961, gli propose di rendere l'allunaggio un progetto congiunto ma Chruščëv non accettò l'offerta. Kennedy propose nuovamente una spedizione congiunta per la Luna in un discorso all'Assemblea generale delle Nazioni Unite il 20 settembre 1963. L'idea di missione lunare congiunta fu abbandonata dopo la morte di Kennedy.
Una decisione iniziale e cruciale, annunciata da James Webb l'11 giugno 1962, fu l'adozione del Lunar orbit rendezvous, in base al quale una navicella spaziale dedicata sarebbe atterrata sulla superficie lunare. Ciò permise di avere un veicolo di lancio più piccolo. La navicella Apollo sarebbe stata quindi composta da tre parti: un modulo di comando (CM) con una cabina pressurizzata per i tre astronauti che era anche l'unica parte che tornava sulla Terra; un modulo di servizio (SM), che fungeva da supporto per il modulo di comando con fornitura di propulsione, energia elettrica, ossigeno e acqua; e un modulo lunare (LM) che a sua volta era diviso in due stadi: uno per la discesa e l'atterraggio sulla Luna e uno stadio di risalita per riportare gli astronauti nell'orbita lunare. La scelta di questo profilo di missione significò che era possibile lanciare il veicolo spaziale tramite il razzo Saturn V, un vettore che era in quel momento in fase di sviluppo.
Le tecnologie e le tecniche richieste per Apollo vennero sviluppate nel corso del Programma Gemini. Il Programma Apollo subì una brusca frenata a seguito dell'incendio che incorse all'Apollo 1, avvenuto il 27 gennaio 1967, in cui morirono i tre astronauti e per via delle successive indagini. Nell'ottobre del 1968, la missione Apollo 7 testò il modulo di comando in orbita terrestre e nel dicembre Apollo 8 lo portò in orbita lunare. Nel marzo 1969, Apollo 9 eseguì i test del modulo lunare in orbita terrestre, e successivamente, nel maggio 1969, l'Apollo 10 condusse una "prova generale", testando il modulo lunare in orbita lunare. Nel luglio 1969, tutto era pronto per l'Apollo 11 e per compiere l'ultimo passo sulla Luna.
L'Unione Sovietica competeva con gli Stati Uniti nella corsa allo spazio, ma perse il suo comando dopo ripetuti fallimenti nello sviluppo del lanciatore N1, il corrispettivo sovietico del Saturn V. I sovietici cercarono di battere gli Stati Uniti riportando materiale lunare sulla Terra per mezzo di sonde senza umani. Il 13 luglio, tre giorni prima del lancio dell'Apollo 11, i sovietici lanciarono Luna 15, che raggiunse l'orbita lunare prima di Apollo 11. Durante la discesa, Luna 15 si schiantò nel Mare Crisium a causa di un malfunzionamento; questo schianto avvenne due ore prima che Armstrong e Aldrin decollassero dalla superficie lunare per tornare a casa. I radiotelescopi dell'osservatorio Jodrell Bank in Inghilterra registrarono delle trasmissioni di Luna 15 durante la sua discesa, che vennero rese pubbliche a luglio 2009 in occasione del 40º anniversario dell'Apollo 11.

## Informazioni generali

### Equipaggio
| Ruolo                        | Astronauta                            | Astronauta                            |
| ---------------------------- | ------------------------------------- | ------------------------------------- |
| Comandante                   | Neil Armstrong Secondo e ultimo volo  | Neil Armstrong Secondo e ultimo volo  |
| Pilota del modulo di comando | Michael Collins Secondo e ultimo volo | Michael Collins Secondo e ultimo volo |
| Pilota del modulo lunare     | Buzz Aldrin Secondo e ultimo volo     | Buzz Aldrin Secondo e ultimo volo     |

Il 20 novembre 1967, fu annunciato ufficialmente l'equipaggio di riserva iniziale dell'Apollo 9, composto dal Comandante Neil Armstrong, pilota del CM Jim Lovell e pilota del LM Buzz Aldrin. Lovell e Aldrin avevano volato insieme in precedenza in Gemini 12. A causa di ritardi nella progettazione e nella costruzione del modulo lunare, Apollo 8 e Apollo 9 scambiarono l'equipaggio principale e di riserva, così l'equipaggio di Armstrong divenne la riserva per Apollo 8. Basandosi sul consueto schema di rotazione degli equipaggi, era previsto che Armstrong comandasse Apollo 11.
Ci sarebbe stato un cambio. Michael Collins, il pilota del CM nell'equipaggio dell'Apollo 8, presentava problemi alle gambe. Gli era infatti stata diagnosticata una crescita ossea tra la quinta e la sesta vertebra, che necessitava un intervento chirurgico. Lovell prese quindi il suo posto nell'Apollo 8 e, quando Collins recuperò, entrò nell'equipaggio di Armstrong come pilota del modulo di comando. Nel frattempo, Fred Haise e Aldrin subentrarono rispettivamente come piloti del LM, e del CM nell'equipaggio di riserva dell'Apollo 8. Apollo 11 è stata la seconda missione statunitense in cui tutti i membri dell'equipaggio avevano esperienze di volo spaziale; la prima era Apollo 10 e la successiva sarebbe stata STS-26 nel 1988.
Slayton diede ad Armstrong la possibilità di sostituire Aldrin con Lovell, dato che alcuni pensavano che fosse difficile lavorare con Aldrin. Armstrong non aveva problemi a lavorare con Aldrin, ma ci pensò su per un giorno prima di rifiutare. Pensava che Lovell meritasse di comandare personalmente una missione (che sarebbe stata Apollo 13).
L'equipaggio dell'Apollo 11 non era caratterizzato da un senso di gioiosa amicizia, come fu il caso per l'Apollo 12, ma piuttosto quello di una relazione lavorativa amichevole. Armstrong era noto per essere particolarmente distaccato, ma Collins, che si considerava solitario, confessò di aver respinto i tentativi di Aldrin di creare una relazione più personale. Aldrin e Collins definirono i membri dell'equipaggio come "amichevoli sconosciuti". Armstrong non era d'accordo con questa affermazione e avrebbe affermato in seguito che "[...] tutti gli equipaggi in cui ero hanno lavorato molto bene insieme".

### Equipaggio di riserva
| Ruolo                        | Astronauta     | Astronauta     |
| ---------------------------- | -------------- | -------------- |
| Comandante                   | James Lovell   | James Lovell   |
| Pilota del modulo di comando | William Anders | William Anders |
| Pilota del modulo lunare     | Fred Haise     | Fred Haise     |

L'equipaggio di riserva era composto da Lovell come Comandante, Anders come pilota del CM e Haise come pilota del LM. Anders e Lovell avevano volato insieme in Apollo 8. All'inizio del 1968, Anders accettò un lavoro al National Aeronautics and Space Council, che sarebbe cominciato ad agosto di quell'anno e annunciò che si sarebbe dimesso da astronauta da quel momento. Ken Mattingly fu trasferito dall'equipaggio di supporto all'addestramento da pilota di riserva del CM in parallelo con Anders nel caso in cui Apollo 11 fosse stato posticipato, perché Anders a quel punto non sarebbe più stato disponibile. Lovell, Haise, e Mattingly avrebbero costituito l'equipaggio dell'Apollo 13.

### Equipaggio di supporto
Per ogni missione dei programmi Mercury e Gemini veniva nominato un equipaggio principale e uno di riserva. Per il programma Apollo venne aggiunta una terza squadra di astronauti, conosciuta come equipaggio di supporto. A questi veniva demandato la stesura del piano di volo, delle liste di controllo e le procedure di base della missione. Inoltre, erano responsabili di assicurare che gli astronauti dell'equipaggio principale e di riserva fossero informati di eventuali modifiche. L'equipaggio di supporto sviluppava le procedure nei simulatori, in particolare quelle dedicate ad affrontare le situazioni di emergenza, cosicché gli equipaggi principale e di riserva si potessero allenare con i simulatori, permettendo loro di fare pratica e padroneggiarli. Per l'Apollo 11 l'equipaggio di supporto era composto da Ken Mattingly, Ron Evans e Bill Pogue.

### Comunicatori

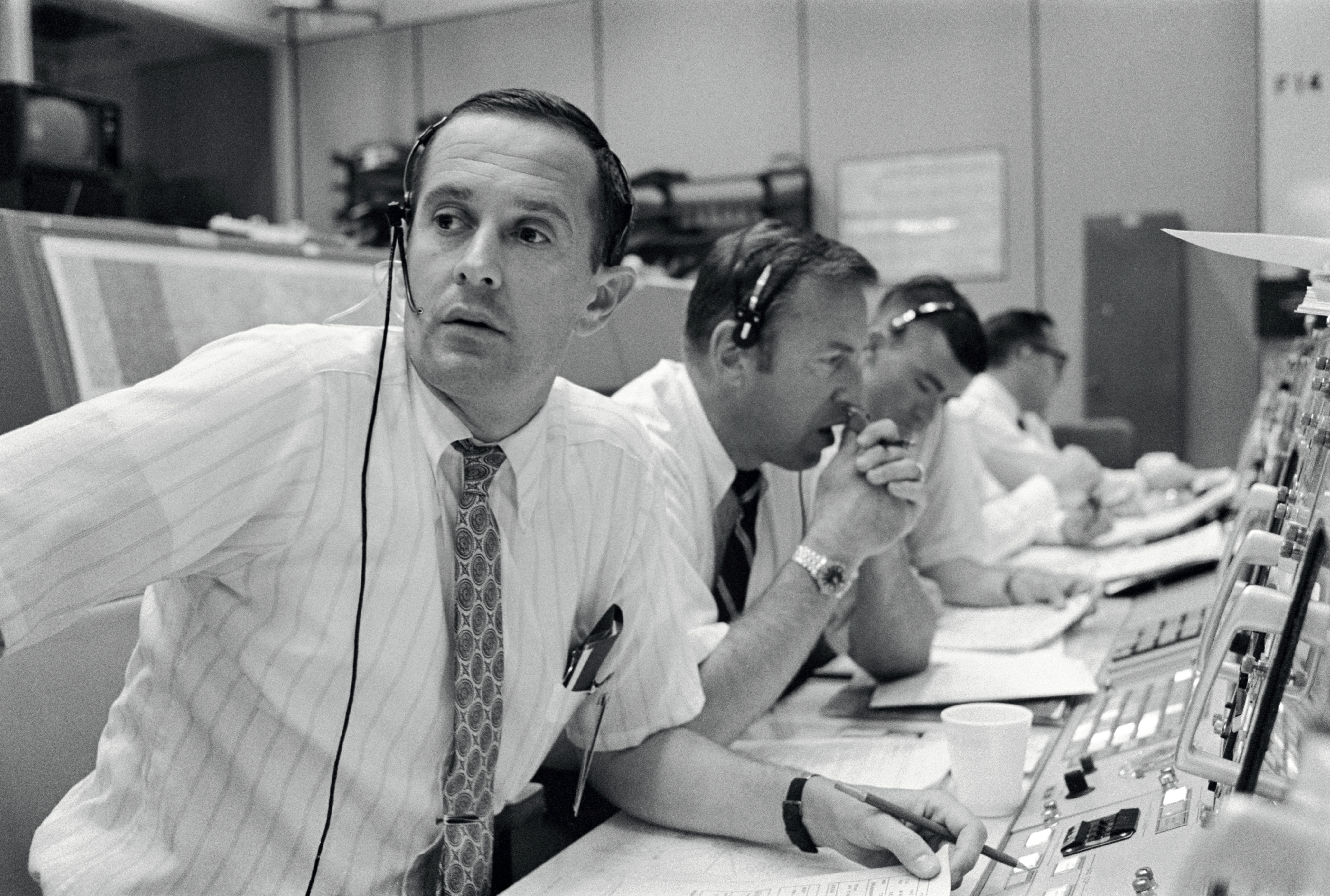
Il CAPCOM Charles Duke, con gli astronauti di riserva Jim Lovell e Fred Haise, mentre ascoltavano la discesa dell'Apollo 11

Il capsule communicator (CAPCOM) era un astronauta al centro di controllo missione a Houston, Texas, che era l'unica persona che comunicava direttamente con l'equipaggio in volo. Per l'Apollo 11, i CAPCOM erano Charles Duke, Ronald Evans, Bruce McCandless II, James Lovell, William Anders, Ken Mattingly, Fred Haise, Don L. Lind, Owen K. Garriott e Harrison Schmitt.

### Direttori di volo
I direttori di volo per questa missione furono:
| Nome                     | Turno | Team   | Attività                         |
| ------------------------ | ----- | ------ | -------------------------------- |
| Clifford E. Charlesworth | 1     | Green  | Lancio e attività extraveicolare |
| Gerald D. Griffin        | 1     | Gold   | Riserva per il turno 1           |
| Gene Kranz               | 2     | White  | Allunaggio                       |
| Glynn Lunney             | 3     | Black  | Ascensione lunare                |
| Milton Windler           | 4     | Maroon | Pianificazione                   |

### Codici di chiamata
All'equipaggio delle missioni Apollo era lasciata la possibilità di rinominare le navicelle in uso, ma, dopo che l'equipaggio dell'Apollo 10 aveva optato per Charlie Brown e Snoopy per identificare rispettivamente il modulo di comando e il modulo lunare, il vice-direttore delle pubbliche relazioni, Julian Scheer, scrisse a George M. Low, direttore del Centro di controllo missione, di suggerire all'equipaggio dell'Apollo 11 nomi più "seri". Durante la pianificazione della missione, sono stati usati, nelle comunicazioni sia interne sia esterne, i nomi Snowcone e Haystack per indicare rispettivamente il CM e il LM.
Il modulo di comando fu così chiamato Columbia, da Columbiad, il gigantesco cannone che, nel romanzo di Jules Verne Dalla Terra alla Luna (1865), sparava la navicella verso la Luna; si riferiva anche a Columbia, un nome storico degli Stati Uniti. Il LEM invece fu chiamato Eagle (Aquila), l'uccello simbolo degli Stati Uniti, rappresentato anche sull'emblema della missione.

### Emblema della missione
L'emblema della missione fu ideato da Collins, che volle rappresentare simbolicamente un "allunaggio pacifico degli Stati Uniti". Rappresentò quindi un'aquila calva, con un ramo d'ulivo nel becco, che atterrava su un paesaggio lunare e con una vista della Terra in lontananza. Alcuni funzionari della NASA ritennero che gli artigli dell'aquila sembrassero troppo "bellicosi" e dopo qualche discussione, il ramo d'ulivo fu spostato negli artigli. L'equipaggio scelse di non utilizzare il numero romano "XI", ma preferì utilizzare l'"11" arabo, temendo che il primo potesse non essere compreso in alcune nazioni. Inoltre, scelsero di non indicare i loro nomi sull'emblema, affinché esso fosse "rappresentativo di tutti coloro che avevano lavorato per permettere la missione".
Tutti i colori sono naturali, con bordi in blu e giallo oro.

### Oggetti ricordo

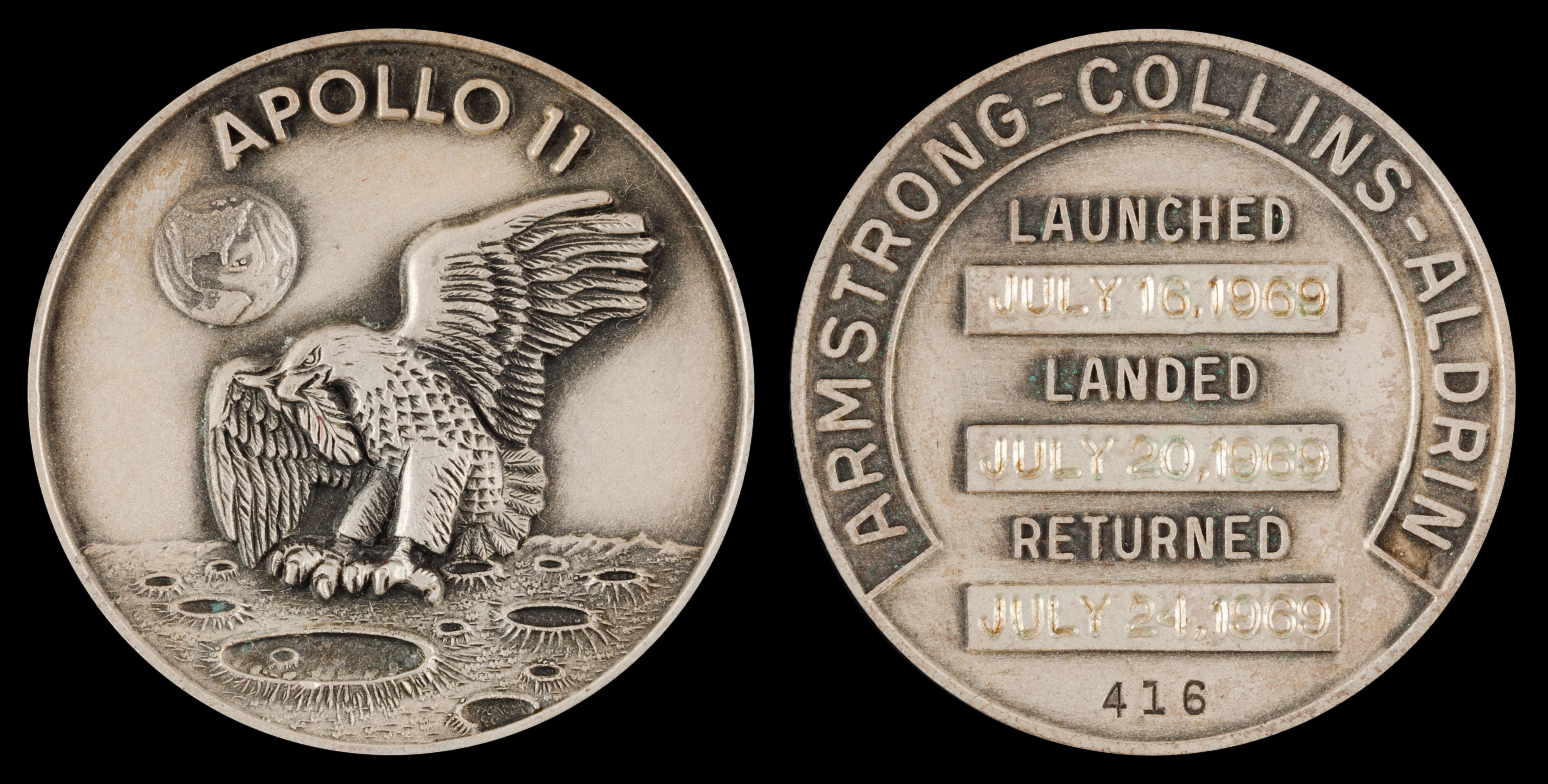
Medaglioni in argento di Robbins volati sull'Apollo 11

Gli astronauti avevano dei personal preference kit (PPK), piccoli borselli contenenti oggetti di valore affettivo personale che si volevano portare con loro in missione. Sull'Apollo 11 sono stati portati cinque PPK: tre (uno per ogni astronauta) furono messi sul Columbia, e due sull'Eagle.
Neil Armstrong, nel suo personal preference kit (PPK) volle tenere un pezzo di legno dell'elica sinistra del Wright Flyer, l'aeroplano dei fratelli Wright del 1903, e un pezzo di tessuto dall'ala. Inoltre aveva con sé i distintivi di astronauta, arricchiti di diamanti, originariamente donati da Deke Slayton alle vedove dell'equipaggio dell'Apollo 1.

### Scelta del sito di allunaggio

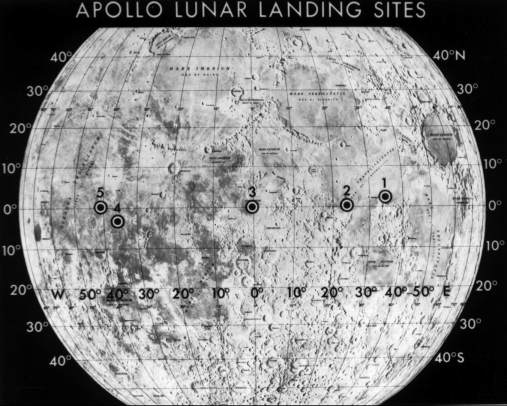
Mappa della Luna che mostra i potenziali siti di allunaggio presi in considerazione per l'Apollo 11. Venne poi scelto il 2.

La commissione della NASA incaricata della scelta del sito di allunaggio (Apollo Site Selection Board) annunciò, l'8 febbraio 1968, di averne individuati cinque di potenziali. Questi erano il risultato di due anni di studi basati sulle fotografie ad alta risoluzione della superficie lunare acquisite da cinque sonde prive di equipaggio del programma Lunar Orbiter e sull'analisi delle informazioni, apprese nel corso del programma Surveyor, riguardanti le condizioni del suolo.
Neppure i più performanti telescopi terrestri erano in grado di visualizzare le caratteristiche della superficie della Luna con la risoluzione richiesta dalle specifiche del programma Apollo. Le aree che apparivano chiare e idonee all'allunaggio sulle fotografie scattate dalla Terra, erano poi spesso ritenute totalmente inaccettabili. Il requisito originale era che il sito scelto fosse privo di crateri ma dovette essere poi reso meno stringente, in quanto non era stato trovato alcun luogo con queste caratteristiche. I cinque siti presi in considerazione erano: i siti 1 e 2 situati nel Mare della Tranquillità (Mare Tranquillitatis), Il sito 3 nella Sinus Medii e i siti 4 e 5 che si trovano nell'Oceano delle Tempeste (Oceanus Procellarum).
La selezione del sito finale si basava su sette criteri:
- Il sito doveva essere pianeggiante, con relativamente pochi crateri;
- con percorsi di avvicinamento liberi da grandi colline, alte falesie o profondi crateri che avrebbero potuto confondere il radar di atterraggio e indurlo a emettere letture errate;
- raggiungibile con una quantità minima di propellente;
- tenendo conto dei ritardi nel conto alla rovescia del lancio del Saturn V;
- fornendo alla navicella spaziale Apollo una traiettoria di ritorno libero, che cioè consentisse di girare attorno alla Luna e ritornare in sicurezza sulla Terra senza richiedere alcuna accensione del motore, nel caso in cui fosse sorto un problema durante il viaggio verso la Luna;
- con una buona visibilità durante l'atterraggio, il che significava che il Sole si sarebbe dovuto trovare tra i 7 e i 20 gradi dietro il modulo lunare;
- e con una pendenza generale inferiore a 2 gradi nell'area di atterraggio.[63]

Il requisito dell'angolo del Sole era particolarmente restrittivo, limitando la data di lancio a un giorno al mese. Alla fine, l'Apollo Site Selection Board selezionò il sito 2, con i siti 3 e 5 come backup in caso di ritardo del lancio. Nel maggio 1969, Apollo 10 volò a meno di 15 km dal sito 2 e riferì che era accettabile per il successivo allunaggio.

### Decisioni sul primo passo
Durante la prima conferenza stampa dopo l'annuncio dell'equipaggio dell'Apollo 11, la prima domanda posta da un giornalista fu: "Chi di voi signori sarà il primo uomo a mettere piede sulla superficie lunare?" Slayton rispose che non era ancora stata presa una decisione, e Armstrong aggiunse che "non era basata su desideri personali".
Una delle prime versioni della checklist sull'uscita prevedeva che il pilota del modulo lunare dovesse uscire prima del comandante; ciò concordava con la procedura seguita nelle missioni precedenti. Il comandante non aveva mai effettuato una passeggiata spaziale. All'inizio del 1969, i giornalisti scrissero che Aldrin sarebbe stato il primo a camminare sulla Luna, e anche George Mueller, amministratore associato della NASA, disse ciò. Aldrin si infuriò, dopo che sentì dire che Armstrong sarebbe stato il primo a mettere piede sulla Luna, perché era un civile. Aldrin tentò di convincere altri piloti di moduli lunari del fatto che avrebbe dovuto essere il primo, ma risposero in modo cinico e la considerarono una campagna di lobbismo. Nel tentativo di fermare un conflitto tra i dipartimenti, Slayton disse a Aldrin che Armstrong sarebbe stato il primo in qualità di comandante. La decisione fu annunciata in una conferenza stampa il 14 aprile 1969. Aldrin credette per decenni che la decisione finale fosse dipesa in larga parte dalla posizione della botola del modulo lunare. Dato che gli astronauti avevano indosso le loro tute e il veicolo era piccolo, muoversi per uscire era difficoltoso. L'equipaggio provò una simulazione nella quale Aldrin uscì per primo dal veicolo, e danneggiò il veicolo durante l'uscita. Anche se questo era sufficiente agli organizzatori della missione per prendere la decisione definitiva, Aldrin e Armstrong furono tenuti all'oscuro del verdetto fino a tarda primavera. Slayton disse ad Armstrong che il piano prevedeva che fosse lui a lasciare per primo il veicolo, se fosse stato d'accordo. Armstrong rispose, "Sì, è così che si fa."
I media accusarono Armstrong di aver esercitato la sua posizione di comandante per uscire per primo. Chris Kraft rivelò nella sua autobiografia che ci fu un incontro tra lui, Gilruth, Slayton e Low per assicurarsi che Aldrin non sarebbe stato il primo a camminare sulla Luna, perché ritennero che la prima persona doveva essere come Charles Lindbergh, una persona calma e tranquilla. Decisero di cambiare il programma di volo in modo tale da far uscire per primo il comandante.

## Preparativi

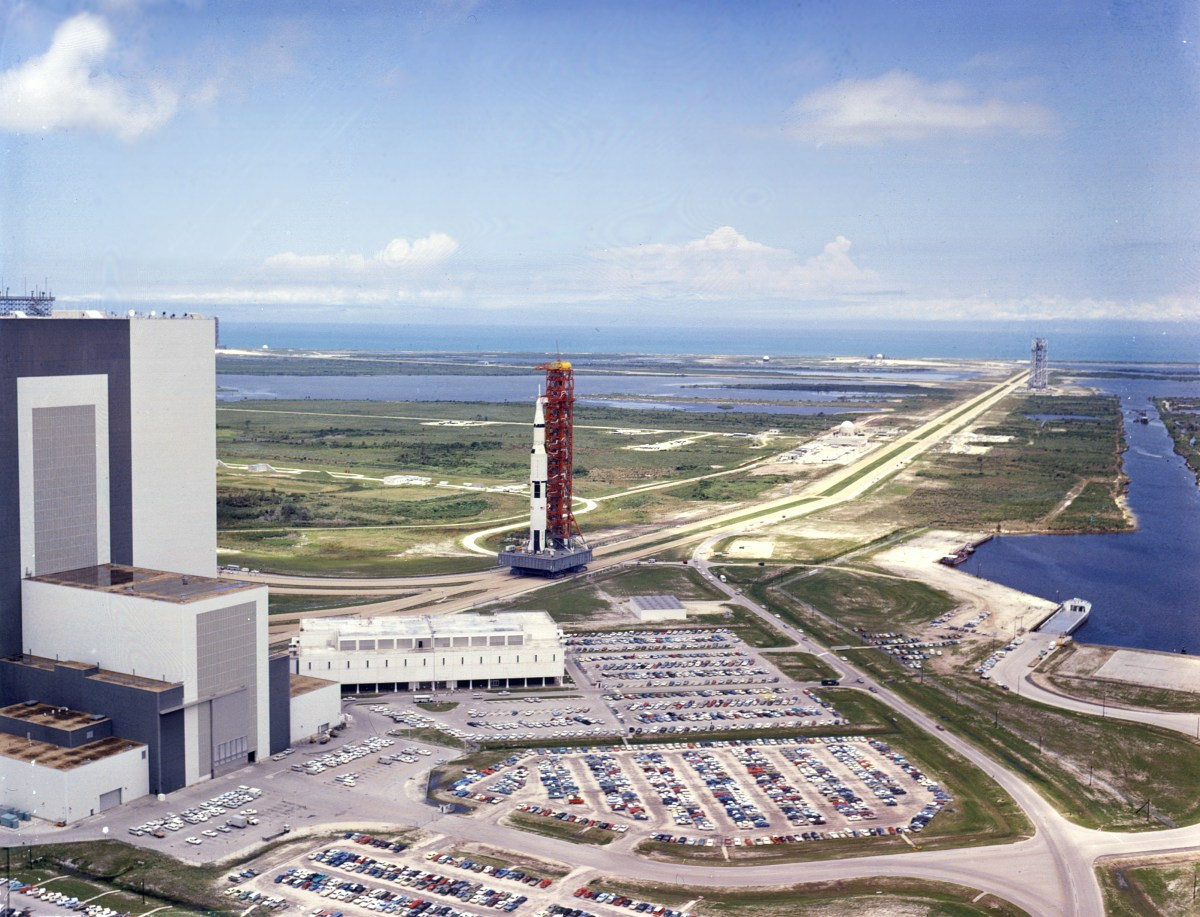
Il Saturn V SA-506, il razzo che porta la navetta Apollo 11, esce dal Vehicle Assembly Building e si dirige verso il Complesso di lancio 39

Lo stadio di ascesa del modulo lunare LM-5 arrivò al Kennedy Space Center l'8 gennaio 1969, seguito quattro giorni dopo da quello di discesa; il modulo di comando e servizio CM-107 giunse, invece, il 23 gennaio. Vi erano alcune differenze tra il LM-5 e il LM-4 che aveva volato nella missione Apollo 10. Innanzitutto il LM-5 possedeva un'antenna radio VHF per facilitare la comunicazione con gli astronauti durante la loro attività extraveicolare sulla superficie lunare; era poi presente un motore di risalita più leggero, una maggior protezione termica alle gambe del carrello di atterraggio e una serie di strumenti per esperimenti scientifici noti come Early Apollo Scientific Experiments Package (EASEP). Per quanto riguarda il modulo di comando, l'unica modifica nella configurazione era la rimozione di un isolamento dal portello anteriore. I moduli di comando e di servizio vennero assemblati insieme il 29 gennaio e così spostati il 14 aprile dall'Operations and Checkout Building al Vehicle Assembly Building.
Nel frattempo, il 18 febbraio aveva fatto il suo arrivo il terzo stadio S-IVB del Saturn V AS-506, seguito dal secondo stadio S-II il 6 febbraio, dal primo stadio S-IC il 20 febbraio e dal Saturn V Instrument Unit il 27 febbraio. Alle 12:30 del 20 maggio, tutto il complesso assemblato del peso totale di 5 443 tonnellate lasciò, posto in cima al Crawler-transporter, il Vehicle Assembly Building in direzione della piattaforma di lancio 39A, parte del complesso di lancio 39; nello stesso momento Apollo 10 era in viaggio verso la Luna. Il 26 giugno iniziò un test del conto alla rovescia, che si concluse il 2 luglio. Il complesso di lancio iniziò a essere illuminato nella notte del 15 luglio, quando il Crawler-transporter aveva oramai raggiunto il suo parcheggio pronto per il lancio. Nelle prime ore del mattino, i serbatoi di carburante degli stadi S-II e S-IVB vennero riempiti con l'idrogeno liquido. Il rifornimento venne, poi, portato a termine tre ore prima del decollo. Le operazioni di lancio erano parzialmente automatizzate, grazie a 43 programmi scritti nel linguaggio ATOLL (Acceptance, Test Or Launch Language).
L'astronauta dell'equipaggio di riserva Fred Haise entrò nel modulo di comando Columbia circa tre ore e dieci minuti prima del lancio, insieme a un tecnico, per aiutare Armstrong a prendere posto, alle 06:54, sul seggiolino di sinistra. Cinque minuti dopo il comandante venne raggiunto da Collins che occupò la sua posizione sul seggiolino di destra. Alla fine, fece il suo ingresso anche Aldrin, sedendosi nel posto centrale. Haise lasciò la navetta circa due ore e dieci minuti prima del lancio. Successivamente, la squadra di tecnici chiuse il portello e la cabina venne pressurizzata, quindi lasciò il complesso di lancio circa un'ora prima dell'orario previsto per il decollo. Il conto alla rovescia divenne automatico tre minuti e venti secondi prima del lancio. Più di 450 persone erano presenti, in quel momento, ai quadri di comando del Launch Control Center.

## La missione

### Il lancio e il viaggio verso la Luna

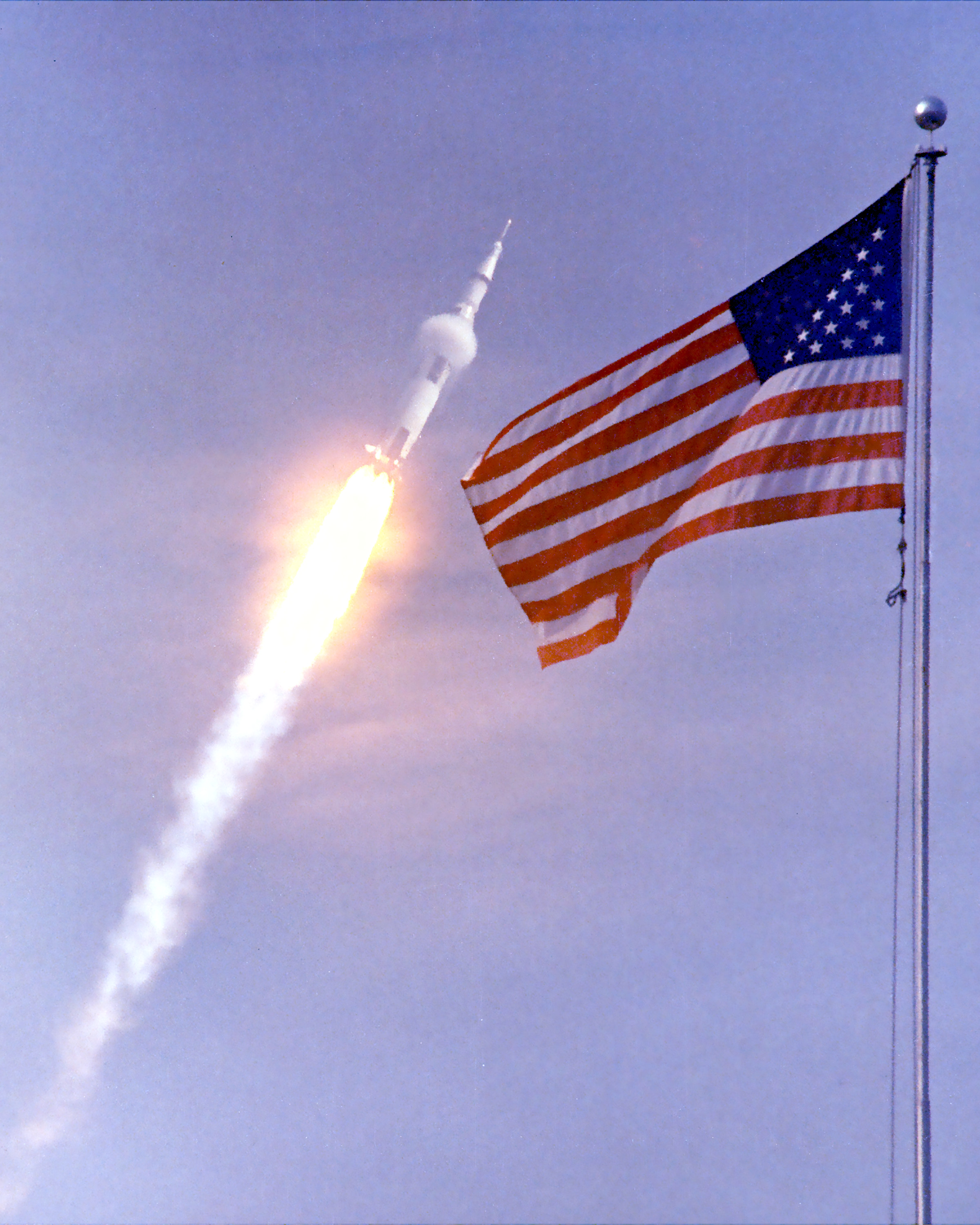
Il lancio dell'Apollo 11 con il Saturn V, notare gli effetti della Singolarità di Prandtl-Glauert, dovuti al raggiungimento del punto di max q

Si stima che circa un milione di spettatori abbiano assistito dal vivo al lancio dell'Apollo 11 affollando le autostrade e le spiagge vicine al sito di lancio, mentre circa 650 milioni hanno assistito al lancio tramite televisione. Tra i notabili presenti vi fu il capo di stato maggiore dell'esercito degli Stati Uniti, il generale William Westmoreland, quattro membri del governo, 19 governatori statali, 40 sindaci, 60 ambasciatori e 200 membri del Congresso. Il vicepresidente Spiro Agnew seguì l'evento insieme all'ex presidente, Lyndon B. Johnson e sua moglie Lady Bird Johnson. Erano, inoltre, presenti circa 3 500 rappresentanti dei media, dei quali circa i due terzi provenivano dagli Stati Uniti e il restante da altri 55 paesi. Il lancio venne trasmesso in diretta televisiva in 33 paesi, con una stima di 25 milioni di spettatori solo negli Stati Uniti. Milioni di persone in tutto il mondo ascoltarono le varie trasmissioni radiofoniche. Il presidente Richard Nixon seguì il lancio dal suo ufficio alla Casa Bianca in compagnia del suo ufficiale di collegamento con la NASA, l'astronauta Frank Borman, comandante della missione Apollo 8.

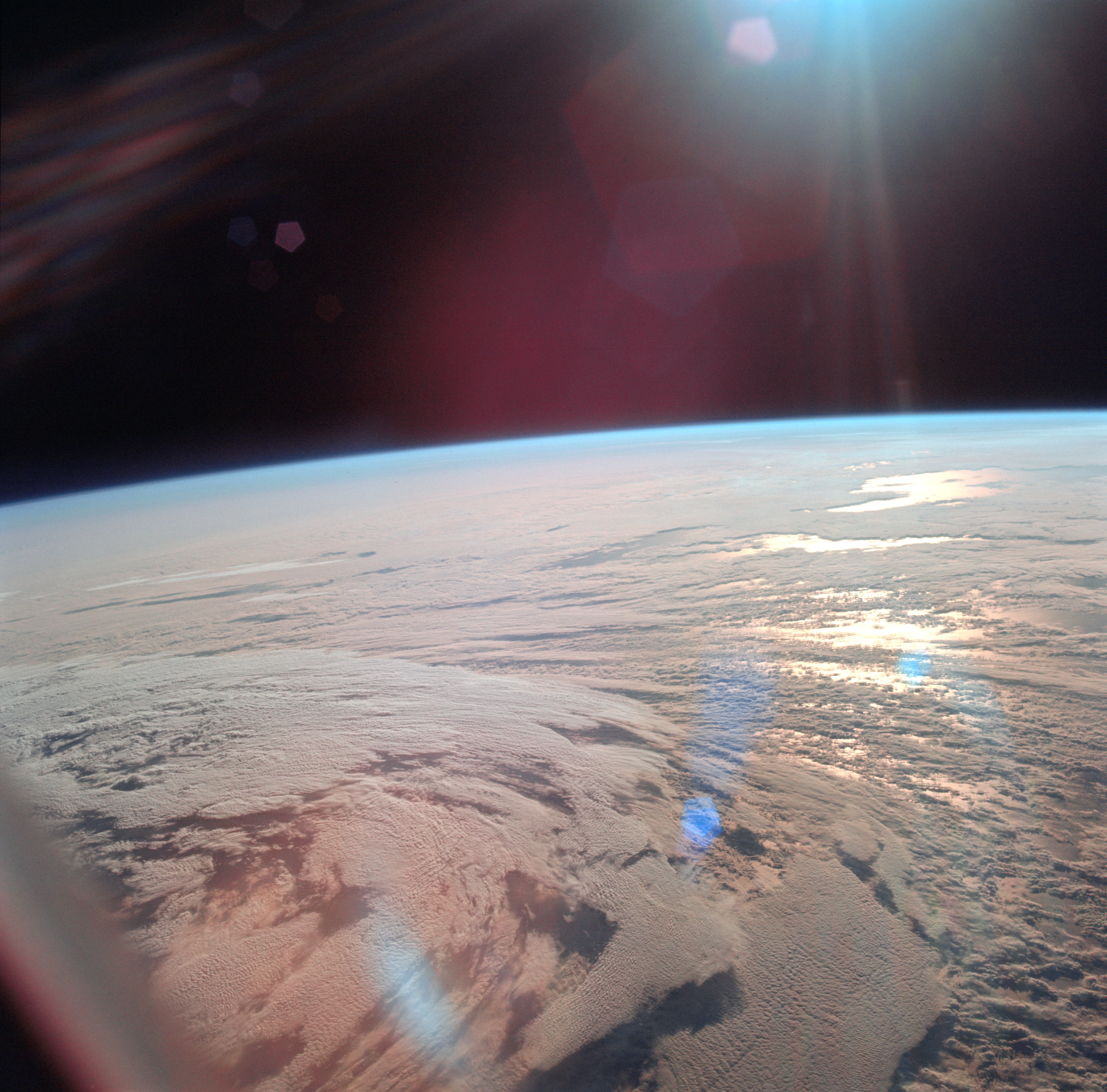
La Terra vista da Apollo 11 poco dopo aver lasciato l'orbita terrestre

L'Apollo 11 fu lanciato da un razzo vettore Saturn V dalla piattaforma di lancio 39A, parte del complesso di lancio 39 del Kennedy Space Center, il 16 luglio 1969 alle 13:32:00 UTC ed entrò in orbita terrestre dodici minuti più tardi a un'altitudine di 185,9 km per 183,2 km. Dopo un'orbita e mezza, il motore PWR J-2 del terzo stadio S-IVB spinse la navetta sulla sua traiettoria verso la Luna grazie alla manovra di inserzione translunare (Trans Lunar Injection, TLI) iniziata alle 16:22:13 UTC. Circa 30 minuti più tardi la coppia modulo di comando/modulo di servizio si separarono dall'ultimo stadio del Saturn V e compirono la manovra per agganciarsi al modulo lunare rimasto ancora nel suo adattatore posto in cima al terzo stadio. Dopo che il modulo lunare fu estratto, il veicolo spaziale combinato continuò il suo viaggio verso la Luna, mentre il terzo stadio ormai abbandonato fu messo in un'orbita eliocentrica, al fine di evitare che potesse scontrarsi con la navetta con gli astronauti o impattare sulla Terra o sulla Luna.
Il 19 luglio alle 17:21:50 UTC, Apollo 11 passò dietro la Luna e accese il motore in servizio per entrare in orbita lunare. Nelle trenta orbite che effettuarono, l'equipaggio ebbe modo di osservare il luogo previsto per il loro atterraggio nel sud del Mare della Tranquillità (Mare Tranquillitatis) a circa 19 km a sud-ovest del cratere Sabine D (0.67408N, 23.47297E). Il sito di atterraggio era stato scelto in parte perché era ritenuto avente una conformazione relativamente piatta e liscia grazie alle rilevazioni delle sonde automatiche Ranger 8 e Surveyor 5 e perciò non presentava grandi difficoltà nell'allunaggio e nella attività extraveicolari. Il punto esatto prescelto si trovava a circa 25 chilometri a sud-est del sito di atterraggio del Surveyor 5 e a 68 chilometri a sud-ovest del sito di schianto del Ranger 8.

### Discesa verso la Luna

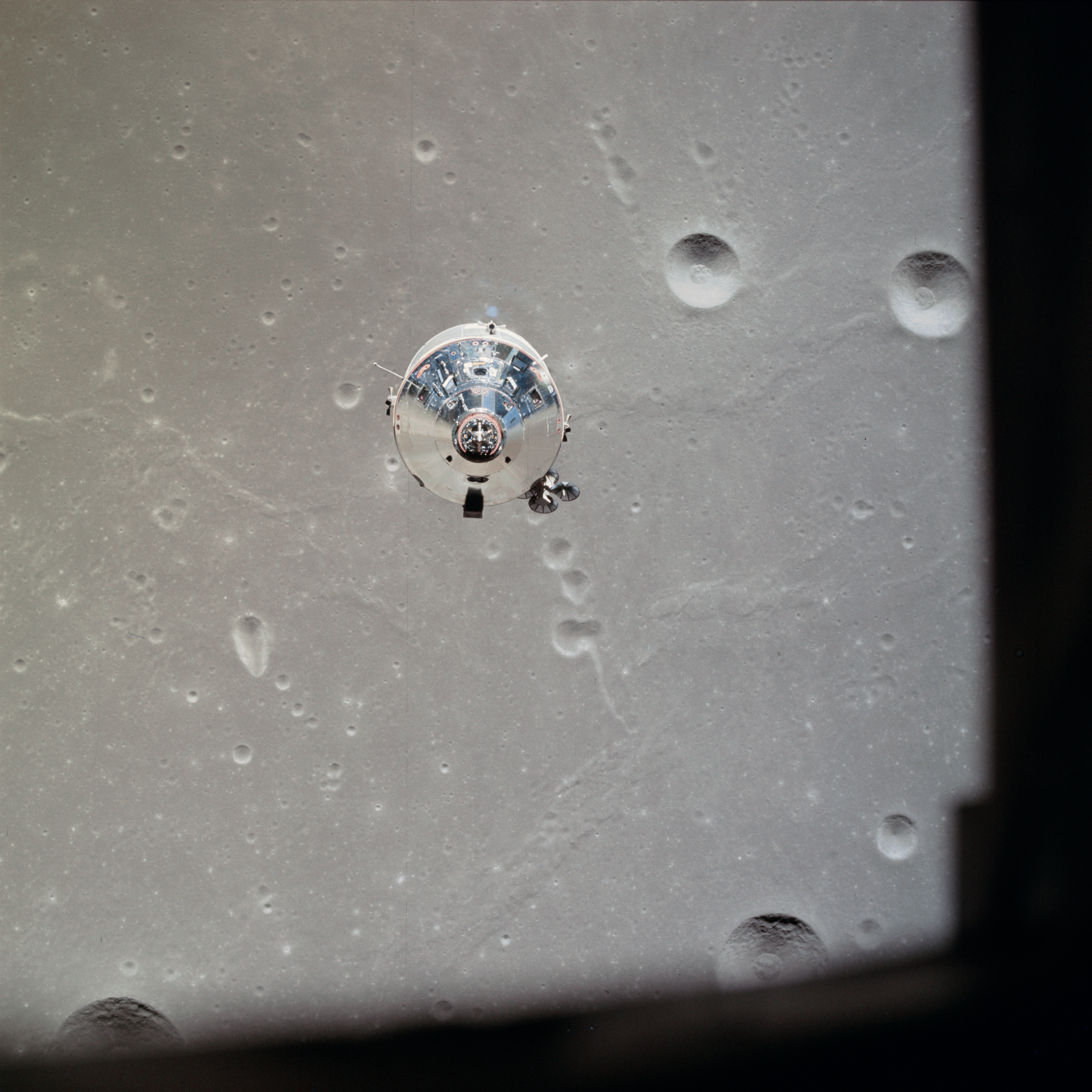
Il modulo Columbia fotografato dal modulo lunare Eagle

Alle 12:52:00 UTC del 20 luglio, Aldrin e Armstrong entrarono nel modulo lunare "Eagle" e iniziarono gli ultimi preparativi per la discesa lunare. Alle 17:44:00 Eagle si separò dal modulo di comando "Columbia". Collins, da solo a bordo del Columbia, ispezionò Eagle mentre effettuava una giravolta, in modo da assicurarsi che la navetta fosse integra e che le gambe per l'atterraggio fossero correttamente dispiegate. Armstrong, quindi, esclamò: "The Eagle has wings!" ("L'Aquila ha le ali!").
Nel corso delle prime fasi della discesa, Armstrong e Aldrin notarono che stavano oltrepassando i punti di riferimento sulla superficie lunare quattro secondi prima del previsto e che quindi erano un po' "lunghi" prevedendo che sarebbero atterrati alcune miglia più ad ovest rispetto al loro punto di allunaggio previsto. Eagle viaggiava, infatti, troppo veloce. In un primo momento si ritenne che ciò potesse essere stato provocato dalla concentrazione di massa che avrebbe alterato la traiettoria. Tuttavia il direttore di volo Gene Kranz ipotizzò che la causa fosse la conseguenza della manovra di giravolta eseguito poco prima oppure la pressione dell'aria in eccesso nel tunnel di attracco che aveva dato una spinta aggiuntiva non prevista. Nelle missioni successive ci si accertò sempre della pressione del tunnel prima dello sgancio.
Dopo 5 minuti dall'inizio della discesa, a 1 800 m sopra la superficie lunare, il computer di navigazione e di guida del modulo lunare attirò l'attenzione dell'equipaggio con una serie di allarmi con codice 1202 e 1201, appartenenti alla categoria “Executive alarm”, indicando cioè che il computer di guida stava sprecando risorse in task minori e che la memoria rischiava l'overflow. Il resto sembrava funzionare correttamente, il che significava che si trattava di task a bassa priorità che il sistema operativo era progettato per ignorare in queste condizioni, quindi gli specialisti all'interno del Mission Control Center di Houston in Texas, l'ingegnere Jack Garman diede l'autorizzazione a procedere con la discesa all'ufficiale di guida Steve Bales, il quale la confermò all'equipaggio (solo pochi giorni prima della partenza della missione Bales aveva partecipato a una simulazione che verteva proprio sulle procedure da seguire nel caso in cui si presentasse un allarme 1202). La causa degli allarmi fu diagnosticata e attribuita all'erronea attivazione del RR (Rendezvous Radar), formalmente non necessario durante la discesa. Margaret Hamilton, direttrice dell'Apollo Flight Computer Programming presso il Draper Laboratory del MIT, in seguito ha ricordato:

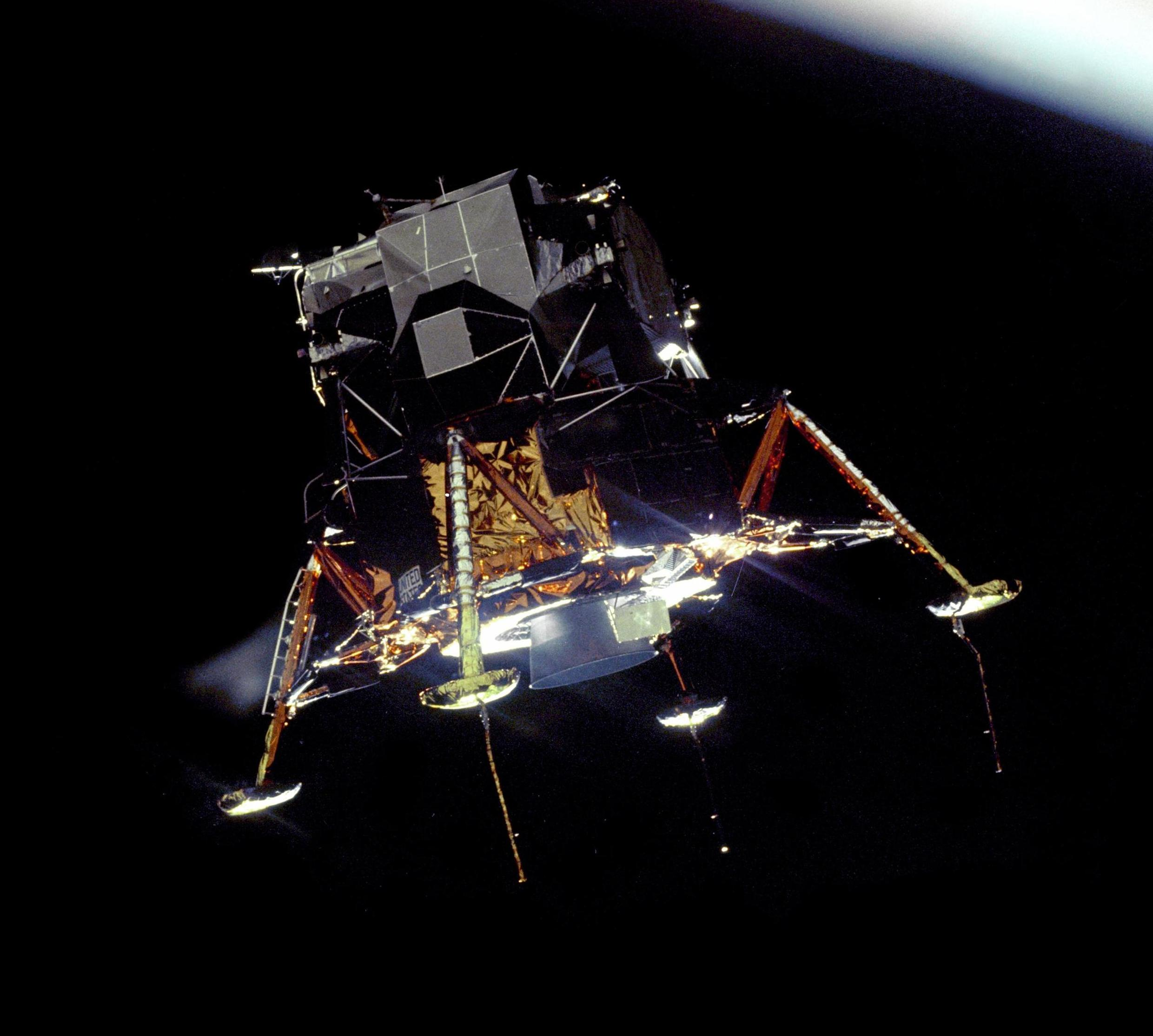
L'Eagle distaccato dal Columbia

This caused it to send erroneous signals to the computer. The result was that the computer was being
asked to perform all of its normal functions for landing while receiving an extra load of spurious data
which used up 15% of its time. The computer (or rather the software in it) was smart enough to
recognize that it was being asked to perform more tasks than it should be performing. It then sent out
an alarm, which meant to the astronaut, I'm overloaded with more tasks than I should be doing at this
time and I'm going to keep only the more important tasks; i.e., the ones needed for landing ... Actually,
the computer was programmed to do more than recognize error conditions. A complete set of recovery
programs was incorporated into the software. The software's action, in this case, was to eliminate lower
priority tasks and re-establish the more important ones ... If the computer hadn't recognized this
problem and taken recovery action, I doubt if Apollo 11 would have been the successful moon landing it
( Margaret H. Hamilton, Computer Got Loaded (Letter), in Datamation, Cahners Publishing Company, 1º marzo 1971, ISSN 0011-6963.)
In realtà, la checklist e la procedura seguita erano corrette, poiché il radar di rendezvous doveva essere mantenuto operativo in caso di annullamento della missione. Come illustrato nel 2005 da Don Eyles, membro del team di sviluppo del software al MIT, l'anomalia si verificò a causa di un difetto di progettazione nel sistema elettronico di interfaccia al radar, per il quale uno sfasamento elettrico casuale tra due parti del radar faceva erroneamente credere al computer di guida che l'antenna oscillasse e costringendolo a ricalcolare continuamente la posizione. Questo generò dei cycle stealing spuri addizionali, che aggiornavano dei contatori non necessari, innescando così l'allarme. Il difetto era già stato identificato durante la missione Apollo 5 ma sottovalutato e non corretto.
Durante questa fase, gli astronauti si accorsero che il sito dell'allunaggio era molto più roccioso di quanto avessero indicato le fotografie. Armstrong prese, dunque, il controllo semi-manuale del modulo lunare.

### Allunaggio
Quando Armstrong ebbe modo di guardare nuovamente all'esterno, poté vedere che il luogo dell'atterraggio proposto dal computer si trovava in una zona disseminata di massi e situata nei pressi di un cratere di 91 metri di diametro (che prese il nome di cratere West). Armstrong, dunque, prese il controllo della navetta in modalità semi-automatica. Inizialmente Armstrong pensò di atterrare vicino alla zona con i massi in modo tale da raccogliere dei campioni geologici, ma non riuscì per la velocità orizzontale troppo alta. Durante la discesa, Aldrin riferiva i dati di navigazione ad Armstrong, che era occupato a pilotare Eagle. A 33 metri sopra la superficie, Armstrong sapeva che il propellente iniziava a scarseggiare, quindi stava cercando di atterrare il prima possibile.
Armstrong trovò un appezzamento di terreno libero e vi indirizzò il veicolo. A 30 metri dalla superficie, restava loro propellente disponibile solamente per altri 90 secondi. Il motore del LEM sollevò della polvere che cominciò a offuscare la visuale. Da questa nuvola di polvere spuntarono delle rocce, e Armstrong le prese come riferimento durante la discesa per determinare il movimento del veicolo.
Pochi istanti prima dell'allunaggio, un indicatore luminoso informò Aldrin che almeno una delle sonde da 170 cm che penzolavano dalle gambe di atterraggio dell'Eagle aveva toccato la superficie, e disse: "Contact light!" ("Luce di contatto!"). In teoria Armstrong avrebbe dovuto spegnere subito il motore, dal momento che gli ingegneri sospettavano che la pressione causata dallo scarico che rimbalzava sulla superficie lunare avrebbe causato un'esplosione, ma se ne dimenticò. Tre secondi più tardi, Eagle era allunato e Armstrong disse "Shutdown". Aldrin immediatamente rispose "Ok, arresto del motore. ACA - out of detent". Armstrong confermò: "Out of detent. Auto". Aldrin proseguì: "Modalità di controllo, entrambe impostate su automatico, comando motore di discesa disabilitato, braccio del motore spento. 413 inserito".
ACA era l'altitude control assembly, la cloche del LEM; questa mandava il segnale al LM Guidance System (LGC) per controllare il reaction control system (RCS). "Out of detent" significa che la cloche era spostata dalla posizione centrale; come gli indicatori di direzione delle auto, una molla la riportava al centro. L'indirizzo 413 del LGC conteneva la variabile che indicava l'allunaggio del LEM. Le modalità di controllo disponibili erano PGNS (primary guidance) e AGS (abort guidance).
(Storica frase di Neil Armstrong pochi secondi dopo l'atterraggio del modulo lunare.)
Eagle si era posato sulla superficie lunare alle 20:17:40 UTC di domenica 20 luglio, con solo circa 25 secondi di carburante ancora nei serbatoi secondo gli strumenti di bordo. Tuttavia delle analisi post missione stabilirono che probabilmente era presente ancora carburante per circa 50 secondi. L'Apollo 11 atterrò quindi con meno carburante delle missioni successive, e gli astronauti ebbero un avviso precoce di mancanza di carburante. Si scoprì in seguito che era il risultato di uno spostamento del carburante all'interno dei serbatoi, che aveva "esposto" e attivato il relativo sensore. Nelle missioni successive vennero inserite delle paratie nei serbatoi per prevenire quest'evenienza.
Armstrong confermò il completamento della checklist post-atterraggio di Aldrin con "Engine arm is off", prima di rispondere al CAPCOM, Charles Duke, con le parole "Houston, qui Base della Tranquillità". Il cambiamento del codice di chiamata di Armstrong da "Eagle" a "Base della Tranquillità" ("Tranquility Base") sottolineò agli ascoltatori che l'allunaggio era avvenuto con successo. Duke, pronunciò erroneamente l'inizio della risposta mentre esprimeva il sollievo del Controllo Missione: "Roger, Twan- Tranquillity, confermiamo il vostro atterraggio, qui stavamo per diventare tutti blu dallo spavento, stiamo riprendendo ora a respirare, grazie mille."
Due ore e mezzo dopo l'atterraggio, prima che iniziassero i preparativi per l'EVA, Aldrin trasmise via radio alla Terra:
(Buzz Aldrin)
Quindi, privatamente, partecipò al sacramento della santa cena, con pane e vino preparati appositamente. A quell'epoca, la NASA era ancora coinvolta in una causa intentata dall'atea Madalyn Murray O'Hair (che aveva criticato la lettura della Genesi da parte dell'equipaggio dell'Apollo 8) e quindi chiedeva ai propri astronauti di astenersi dal trasmettere attività religiose mentre si trovavano nello spazio. Così, Aldrin scelse di astenersi dal menzionare direttamente tale atto. Aldrin era un membro della Chiesa presbiteriana di Webster, e il suo corredo per la santa cena fu preparato dal pastore della chiesa. Quella chiesa possiede ancora il calice usato sulla Luna e ogni anno commemora l'evento nella domenica più vicina al 20 luglio. Il programma della missione prevedeva che gli astronauti, dopo l'allunaggio, osservassero un periodo di sonno di cinque ore, tuttavia decisero di iniziare subito i preparativi per l'EVA, ritenendo che non sarebbero stati in grado di dormire, eventualità peraltro prevista in fase di pianificazione del volo.

### Operazioni sulla superficie lunare

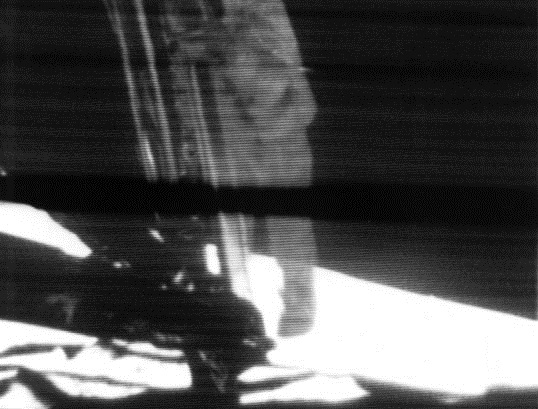
Armstrong si appresta a mettere piede sul suolo lunare

Secondo il programma, Armstrong e Aldrin dopo aver compiuto tutti i controlli previsti avrebbero dovuto riposare per alcune ore all'interno del modulo lunare, eventualmente aiutati a dormire con dei tranquillanti, poi si sarebbero preparati per l'uscita, programmata per le 6:17 UTC (8:17 italiane). Invece gli astronauti non dormirono. Alle 22:12 UTC (0:12 italiane) Armstrong comunicò la decisione di procedere con la preparazione della prima Attività Extraveicolare, invece di riposare, con queste parole: "Il nostro consiglio a questo punto è di programmare l'Attività Extraveicolare, con la vostra approvazione, a partire dalle otto di questa sera, ora di Houston. Approssimativamente fra tre ore". Il dottor Berry, il medico che con la telemetria controllava le condizioni di Armstrong, si disse d'accordo, e così pure il direttore di volo Cliff Charlesworth, e da Houston venne dato l'OK.
I preparativi per la passeggiata lunare iniziarono alle 23:43 richiedendo più tempo del previsto: tre ore e mezza invece di due. Durante l'addestramento sulla Terra, tutto ciò che era necessario era stato preparato in anticipo, ma sulla Luna la cabina del modulo lunare conteneva anche un gran numero di altri oggetti, come liste di controllo, pacchetti di cibo e strumentazioni. Una volta che Armstrong e Aldrin furono pronti per uscire, il modulo lunare Eagle venne depressurizzato. Il portello venne, dunque, aperto alle 02:39:33. L'astronauta ebbe alcune iniziali difficoltà a uscire dello sportello a causa del suo PLSS (Primary Life Support System, lo zaino agganciato alla tuta spaziale). Infatti secondo il veterano lunare John Young (astronauta statunitense), a una riprogettazione del LM che prevedeva uno sportello più piccolo, non seguì una revisione della PLSS, così si rese difficoltosa l'entrata e l'uscita degli astronauti dallo sportello. Alcune delle più alte frequenze cardiache registrate dagli astronauti delle missioni Apollo vennero riscontrate durante l'uscita e l'ingresso dal LM. Alle 02:51 Armstrong iniziò la sua discesa verso la superficie lunare attraverso la scaletta, tuttavia ebbe una certa difficoltà dovuta al fatto che l'Unità di Controllo Remota posta sul casco gli impediva di vedersi i piedi. Mentre scendeva la scaletta di nove gradini, Armstrong tirò l'anello a D che schierò il Modular Equipment Stowage Assembly (MESA) contro il lato dell'Eagle attivando la telecamera per la televisione.

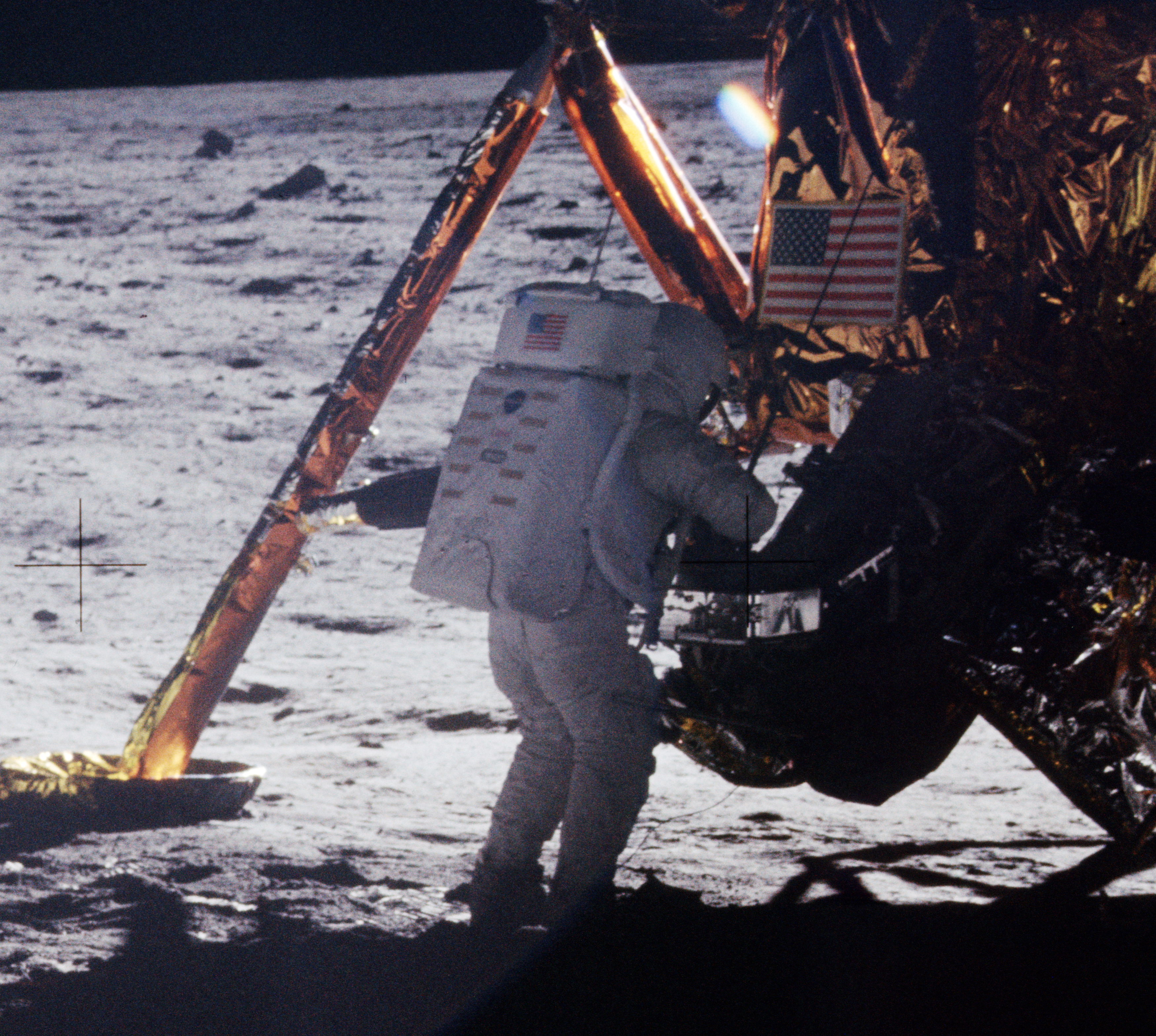
Una fotografia di Armstrong scattata da Aldrin

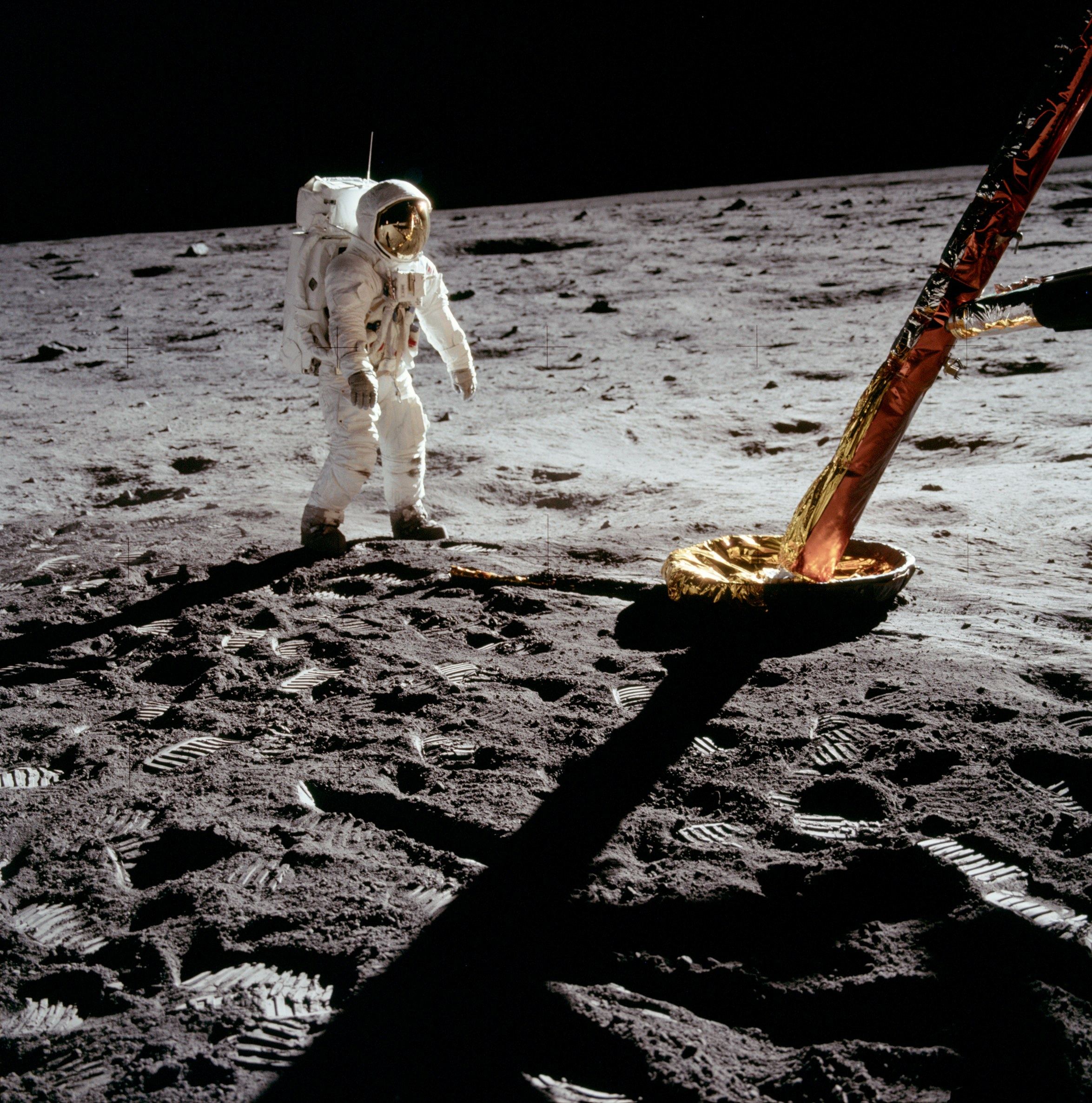
Aldrin vicino al Modulo Lunare (LEM)

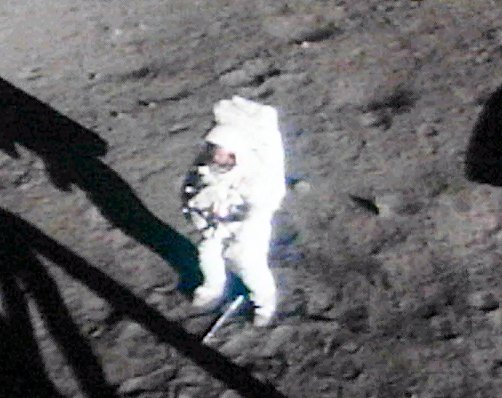
Armstrong vicino al Modulo Lunare

La telecamera installata di Apollo 11 utilizzava una ripresa televisiva a scansione lenta, incompatibile con la normale trasmissione televisiva, quindi l'immagine doveva essere visualizzata su un monitor speciale dove veniva a sua volta ripresa da una telecamera convenzionale, riducendo tuttavia significativamente la qualità. Le prime immagini vennero ricevute al Goldstone Deep Space Communications Complex negli USA, ma quelle con miglior definizione si videro a Honeysuckle Creek in Australia. Alcuni minuti dopo il flusso audiovisivo fu dirottato verso il più ricettivo radiotelescopio del Parkes Observatory in Australia. Così, malgrado le difficoltà iniziali, le prime immagini in bianco e nero di un uomo sulla Luna vennero viste in diretta da almeno 600 milioni di persone sparse in tutto il mondo. Copie di questo video sono ampiamente disponibili, ma le registrazioni della trasmissione originale della sorgente di scansione lenta dalla superficie lunare vennero probabilmente distrutte durante il normale riutilizzo del nastro magnetico presso la NASA.
Mentre si trovava ancora sulla scaletta, Armstrong scoprì una targa montata su una gamba di atterraggio del LM su cui erano incisi due disegni della Terra (degli emisferi occidentale e orientale), un'iscrizione e le firme degli astronauti e del presidente Nixon. Sei ore e mezza dopo aver toccato il suolo, alle 2:56:15 UTC (4:56 italiane), dopo una breve descrizione della superficie (very fine grained... almost like a powder cioè "a grana molto fine... quasi come polvere") e aver pronunciato la sua storica frase, Armstrong fece il suo primo passo fuori dall'Eagle e diventò il primo uomo a camminare su un altro corpo celeste.
(Neil Armstrong; )
Armstrong voleva dire "That's one small step for a man", ma l'articolo "a" non era udibile nella trasmissione, quindi inizialmente non era riportata dalla maggior parte degli osservatori della diretta. Senza l'articolo, la frase è traducibile come "Questo è un piccolo passo per l'uomo" anziché "per un uomo". Quando successivamente gli fu chiesto della frase, Armstrong disse che credeva di aver detto "for a man"; da allora le versioni stampate successive hanno incluso la "a" in parentesi quadre. L'assenza della parola può essere spiegata dal suo accento, oppure dal collegamento audiovisivo intermittente; in parte anche per le tempeste vicino al Parkes Observatory. Recenti analisi digitali sembrano dimostrare che la "a" potrebbe essere stata pronunciata ma coperta dallo statico.
Oltre che essere la concretizzazione del sogno di John F. Kennedy di vedere un uomo sulla Luna prima della fine degli anni sessanta, l'Apollo 11 fu un test per tutte le missioni successive Apollo; quindi Armstrong scattò le foto che sarebbero servite ai tecnici sulla Terra a verificare le condizioni del modulo lunare dopo l'allunaggio.
Circa sette minuti dopo aver passeggiato sulla superficie della Luna, Armstrong raccolse un campione di terreno. Appena lo ebbe fatto, ripiegò il contenitore dove lo aveva posto e lo infilò in una tasca della tuta sulla coscia destra. Fece questo per garantire che venisse comunque riportato un po' di terreno lunare nel caso in cui un'emergenza richiedesse agli astronauti di abbandonare la passeggiata. Dodici minuti dopo aver raccolto il campione, rimosse la telecamera dal MESA, fece una ripresa panoramica e quindi la installò su un treppiede. Il cavo della telecamera televisiva rimase parzialmente arrotolato, comportando per gli astronauti un rischio di inciampare per tutta la durata dell'attività extraveicolare. Le fotografie vennero scattate con una fotocamera Hasselblad che poteva essere utilizzata sia a mano sia montata sulla tuta spaziale Apollo/Skylab A7L di Armstrong. Poco dopo venne raggiunto sulla superficie da Aldrin che commentò: "magnifica desolazione".
Armstrong osservò che muoversi nella gravità lunare, un sesto di quella terrestre, era "forse forse più facile rispetto alle simulazioni... Non è assolutamente un problema andare in giro". Aldrin testò i metodi migliori per muoversi, compreso il cosiddetto salto del canguro. La disposizione dei pesi nella PLSS creava una tendenza a cadere verso l'indietro, ma nessuno dei due astronauti ebbe seri problemi d'equilibrio. Correre a passi lunghi divenne il metodo per spostarsi preferito dai due astronauti. Aldrin e Armstrong riferirono che dovevano programmare i movimenti da compiere sei o sette passi prima. Il terreno molto fine era anche particolarmente sdrucciolevole. Aldrin rilevò che il muoversi tra la luce solare diretta e l'ombra dell'Eagle non provocava cambiamenti significativi di temperatura all'interno della sua tuta spaziale, invece il casco risultava essere più caldo sotto il Sole. Il MESA non riuscì a fornire una piattaforma di lavoro stabile e si trovava in ombra, rallentando un po' il lavoro. Mentre lavoravano, gli astronauti sollevarono polvere grigia che sporcò la parte esterna delle loro tute.

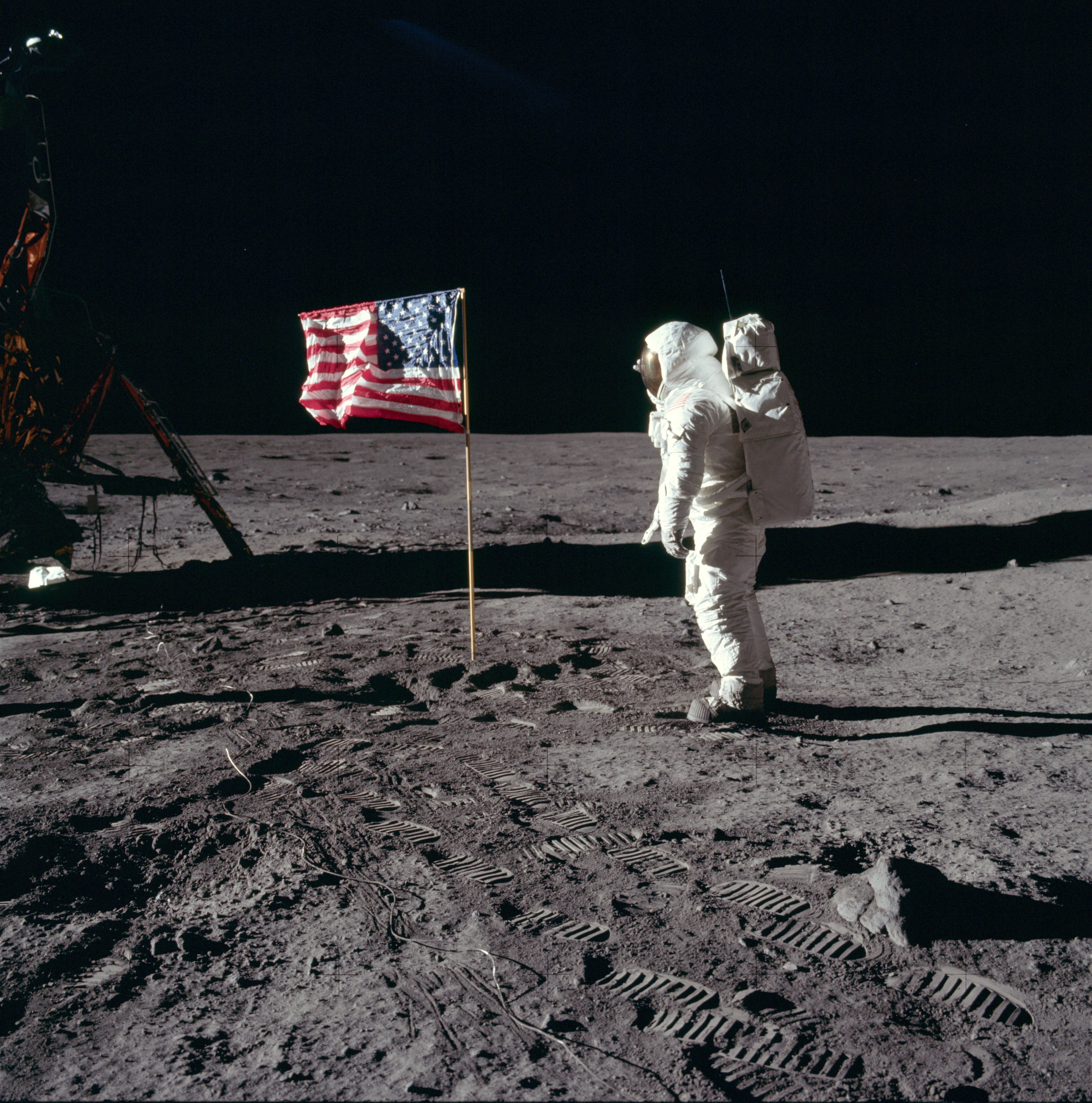
Aldrin saluta la bandiera statunitense

Gli astronauti piantarono insieme la bandiera degli Stati Uniti, ma la consistenza del terreno non permise di inserirla per più di pochi centimetri. Prima che Aldrin potesse scattare una foto di Armstrong con la bandiera, gli astronauti ricevettero una chiamata del presidente di allora, Richard Nixon, che parlò loro attraverso una trasmissione radio-telefono che egli stesso definì "la più storica chiamata mai fatta dalla Casa Bianca". Originariamente Nixon aveva preparato un lungo discorso da leggere durante la chiamata, ma l'astronauta Frank Borman, che si trovava alla Casa Bianca come collegamento della NASA durante l'Apollo 11, lo convinse a dire brevi parole.

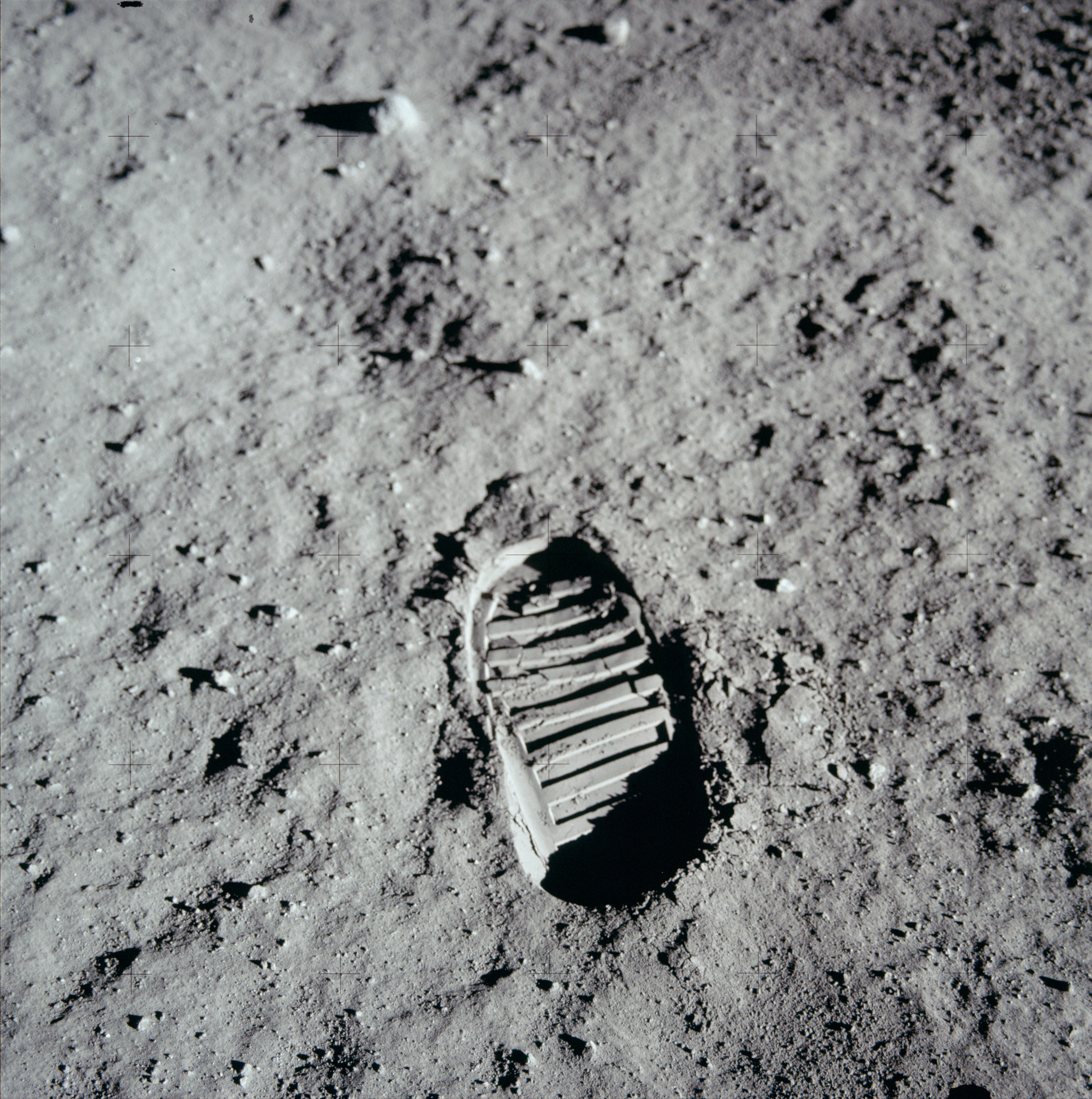
Orma di Aldrin sul suolo lunare, per verificare le proprietà della regolite lunare

Posizionarono l'EASEP, che includeva un sismografo passivo (Passive Seismic Experiment Package) e un retroreflector (dispositivo composto da celle multi-specchio, orientato in modo da riflettere la luce di un laser puntato dalla Terra verso la Luna), usato per l'esperimento Lunar Laser Ranging. Successivamente Armstrong si allontanò a grandi passi di circa 60 metri dal modulo lunare per fotografare il Cratere Orientale mentre Aldrin iniziò la raccolta di materiale lunare. Usò il martello geologico, e questa fu l'unica situazione in cui venne usato dall'Apollo 11. Gli astronauti iniziarono la raccolta di rocce lunari con le palette, ma poiché l'operazione richiedeva molto più tempo del previsto, furono costretti ad abbandonare il lavoro a metà dei 34 minuti previsti. Aldrin riuscì a raccogliere in totale 6 kg di sabbia lunare. Due tipi di rocce vennero trovati nei campioni geologici prelevati: basalto e breccia. Gli scienziati scoprirono, inoltre, tre nuovi minerali: armalcolite, tranquillityite e pyroxferroite. L'armalcolite prende il nome da Armstrong, Aldrin e Collins.
Il Centro Controllo Missione usò una frase in codice per avvertire Armstrong che i suoi tassi metabolici apparivano alti e che avrebbe dovuto rallentare l'attività. Si stava, infatti, muovendo rapidamente da un compito all'altro mentre il tempo si esauriva. Poiché i tassi metabolici rimasero, per tutta la passeggiata spaziale, comunque complessivamente più bassi del previsto per entrambi gli astronauti, il Controllo Missione concesse un'estensione di 15 minuti. In un'intervista del 2010, Armstrong spiegò che la NASA aveva limitato il tempo e la distanza della prima passeggiata lunare poiché non vi era alcuna certezza su quanta acqua di raffreddamento avrebbero consumato gli zaini PLSS degli astronauti per gestire la loro temperatura corporea mentre lavoravano sulla Luna.

### Columbiain orbita lunare
Durante la sua giornata passata in solitaria intorno alla Luna, Collins in realtà non si sentì mai solo, sebbene sia stato detto che "è da Adamo che nessuno ha conosciuto una tale solitudine umana". Nella sua autobiografia egli scrisse: "questa impresa è stata strutturata per tre uomini e considero il mio ruolo necessario come uno degli altri due". Nei 48 minuti di ogni orbita, quando si trovava fuori dal contatto radio con la Terra, mentre il Columbia passava dall'altra parte della Luna, la sensazione che riferiva non era la paura o la solitudine, ma piuttosto "consapevolezza, aspettativa, soddisfazione, fiducia, quasi esultanza".
Uno dei primi compiti di Collins fu quello di identificare il modulo lunare sul terreno. Per dargli un'idea di dove guardare, il Controllo Missione gli comunicò che riteneva che fosse atterrato a circa quattro miglia dal punto previsto. Così, ogni volta che passava oltre il sospetto sito di atterraggio lunare, cercò invano di trovare il modulo lunare. Durante le sue prime orbite sul lato posteriore della Luna, Collins svolse attività di manutenzione, come scaricare l'acqua in eccesso prodotta dalle celle a combustibile e preparare la cabina per il ritorno di Armstrong e Aldrin.
Poco prima che raggiungesse il lato oscuro della Luna durante la terza orbita, il Controllo Missione informò Collins che vi era un problema con la temperatura del liquido di raffreddamento. Se fosse diventato troppo freddo, alcune parti del Columbia avrebbero potuto congelare dunque gli venne consigliato di assumere il controllo manuale e implementare la procedura 17 di malfunzionamento del sistema di controllo ambientale. Invece, Collins azionò di nuovo l'interruttore del sistema da automatico a manuale e nuovamente in automatico e proseguì con le normali attività, monitorando costantemente la temperatura. Quando il Columbia tornò nuovamente sul lato visibile della Luna, riferì che il problema era stato risolto. Nelle successive due orbite, descrisse il suo tempo trascorso sul lato nascosto della Luna come "rilassante". Dopo che Aldrin e Armstrong completarono l'EVA, Collins dormì per poter riposare in vista del rendez-vous. Mentre il piano di volo richiedeva che Eagle si incontrasse con il Columbia, Collins era stato preparato anche nel caso in cui avesse dovuto lui raggiungere il modulo lunare.

### Risalita dalla Luna

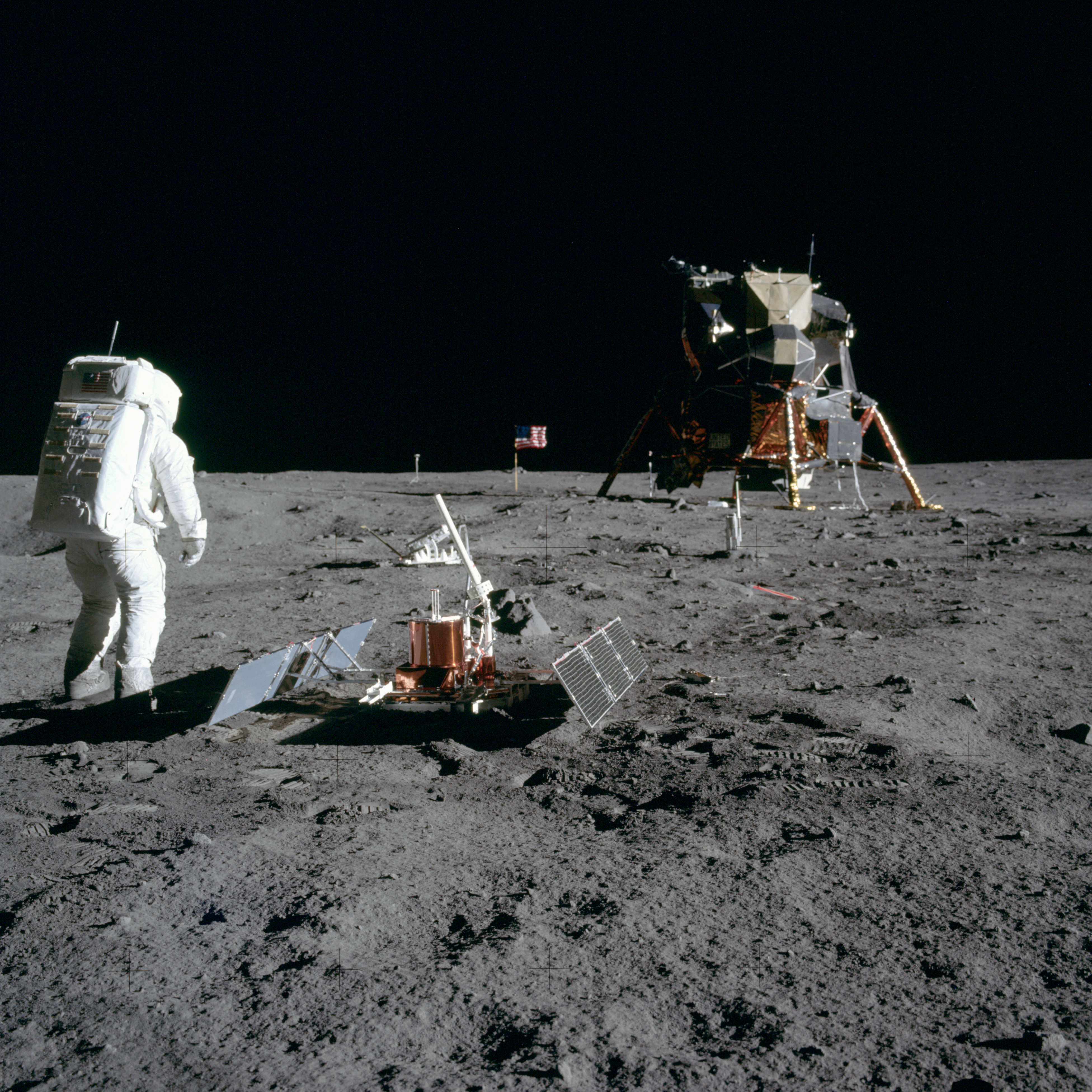
Aldrin vicino al Passive Seismic Experiment Package con Eagle sullo sfondo

Aldrin rientrò nell'Eagle per primo. Con non poche difficoltà, gli astronauti caricarono i film e due sacchi contenenti più di 22 kg di materiale lunare dallo sportello del Modulo Lunare, grazie ad un sistema a puleggia chiamato Lunar Equipment Conveyor. Questo si rivelò uno strumento inefficiente e le missioni successive preferirono portare a mano l'equipaggiamento e i campioni fino al modulo lunare. Armstrong ricordò ad Aldrin una busta di oggetti commemorativi posti nella tasca della manica e quindi Aldrin gettò giù la borsa. Armstrong poi salì sul terzo piolo della scaletta ed entrò nel LM. Dopo essersi collegati al supporto vitale del modulo lunare, gli astronauti alleggerirono lo stadio di risalita per il ritorno all'orbita lunare, lanciando fuori i loro zaini PLSS, i loro copriscarpe lunari, una fotocamera Hasselblad vuota e altre attrezzature. Il portello venne chiuso alle 05:01. Quindi pressurizzarono il modulo e si prepararono a dormire.
Lo speechwriter di Nixon, William Safire, aveva preparato un comunicato di contingenza, intitolato In Event of Moon Disaster, che avrebbe dovuto leggere in diretta televisiva nel caso in cui gli astronauti fossero rimasti bloccati sulla Luna. Il piano di contingenza ebbe origine in un memorandum da Safire per capo di gabinetto della Casa Bianca di Nixon, H. R. Haldeman, in cui Safire suggeriva un protocollo che l'amministrazione avrebbe potuto seguire in reazione a un tale disastro. Secondo il piano, il Controllo di Missione avrebbe "chiuso le comunicazioni" con il LEM e un sacerdote avrebbe "lodato le anime nel profondo del profondo" in un rituale pubblico paragonabile alla sepoltura in mare. L'ultima riga del testo preparato era tratto da una poesia della prima guerra mondiale scritta del poeta inglese Rupert Brooke chiamata The Soldier ("Il soldato").
Mentre si muoveva all'interno della cabina del LM, Aldrin danneggiò accidentalmente l'interruttore che avrebbe armato il motore principale per il decollo dalla Luna. Il ricorso ad un pennarello fu sufficiente per attivare l'interruttore; se ciò non avesse funzionato, il circuito del LEM avrebbe potuto essere riconfigurato per consentire l'accensione del motore di risalita. Armstrong conservò gelosamente quel pennarello fino al giorno del suo decesso.
Dopo circa sette ore di riposo, l'equipaggio venne risvegliato dal centro di controllo di Houston per prepararsi al ritorno. Due ore e mezzo dopo, alle 17:54:00 UTC, decollarono per raggiungere Collins a bordo del Columbia in orbita lunare. Oltre agli strumenti scientifici, gli astronauti lasciarono sulla superficie lunare: un distintivo della missione Apollo 1 in memoria degli astronauti Roger Chaffee, Gus Grissom e Edward White, che persero la vita durante un test a causa di un incendio scoppiato nel modulo di comando nel gennaio 1967; una borsa commemorativa contenente una replica d'oro di un ramo d'ulivo come simbolo tradizionale di pace e un disco contenente le dichiarazioni di buona volontà dei presidenti Eisenhower, Kennedy, Johnson e Nixon insieme ai messaggi dei leader di 73 paesi in tutto il mondo. Lasciarono, inoltre, una bandiera americana e una placca con i disegni dei due emisferi terrestri, un'iscrizione, le firme degli astronauti e del presidente Nixon. L'iscrizione recita:

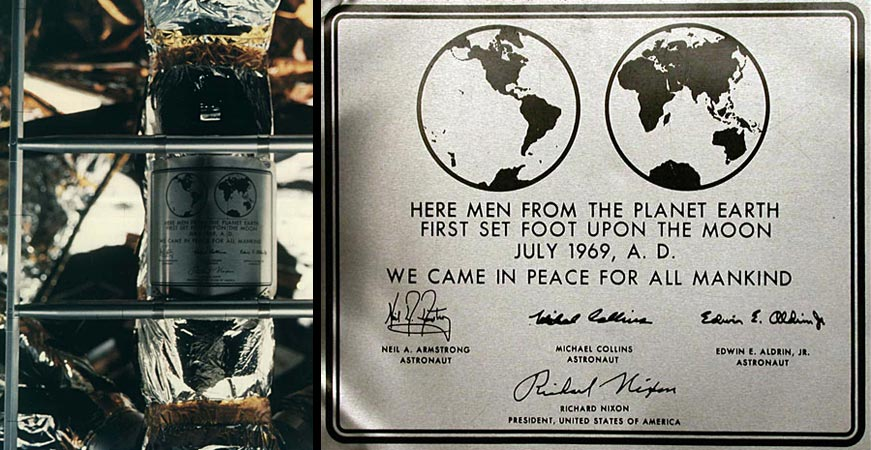
La storica placca sulla scaletta del LEM

### Ritorno sulla Terra

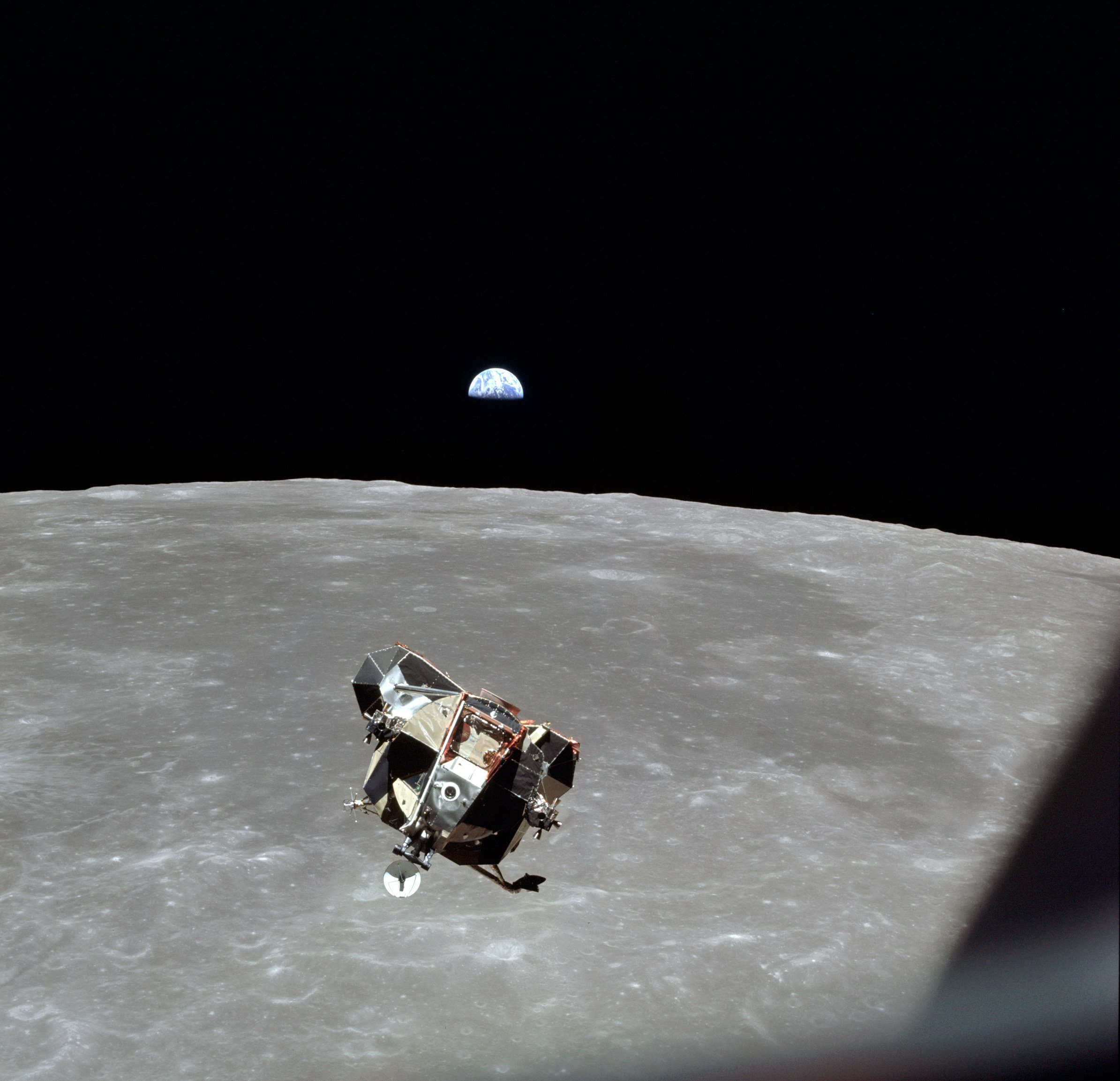
Lo stadio di ascensione di Eagle mentre si avvicina a Columbia, per la manovra di rendezvous

Eagle effettuò il rendezvous con il modulo di comando Columbia alle 21:24 UTC del 21 luglio e vi si agganciò alle 21:35. Quindi, il modulo di ascesa di Eagle venne rilasciato in orbita lunare alle 23:41. Poco prima del decollo della missione dell'Apollo 12 si era posto il problema che Eagle potesse trovarsi ancora in orbita intorno alla luna, tuttavia gli studi dei tecnici della NASA indicarono che la sua traiettoria orbitale era decaduta e il modulo si era, dunque, schiantato in una "posizione incerta" della superficie lunare.
Il 23 luglio, l'ultima notte prima del ritorno sulla Terra, i tre astronauti tennero una trasmissione televisiva in cui Collins commentò:
(Michael Collins)
Aldrin aggiunse:
(Buzz Aldrin)
Armstrong concluse:
(Neil Armstrong)

### Ammaraggio e quarantena

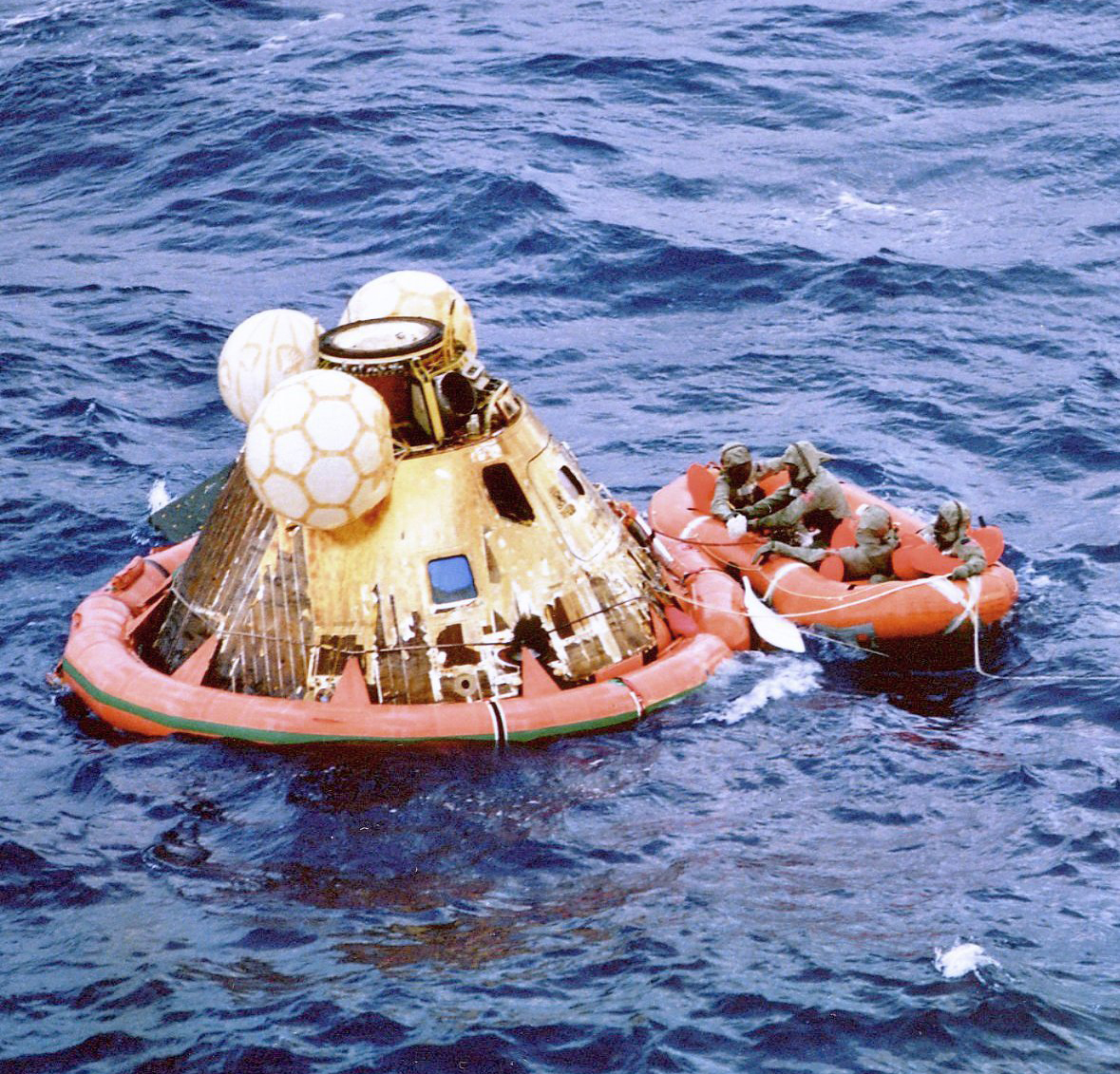
Il modulo di comando di Apollo 11 poco dopo l'ammaraggio nell'oceano Pacifico

Il 5 giugno venne scelta la portaerei USS Hornet, sotto il comando del capitano Carl J. Seiberlich, come nave principale di recupero (PRS) per l'Apollo 11, in sostituzione della sua nave gemella, la USS Princeton, che aveva recuperato l'Apollo 10 il 26 maggio. In quel momento la Hornet era ormeggiata nel suo porto a Long Beach, in California. Arrivata a Pearl Harbor il 5 luglio, la Hornet imbarcò gli elicotteri Sikorsky SH-3 Sea King dell'Helicopter Sea Combat Squadron Four, un'unità specializzata nel recupero di veicoli spaziali Apollo, specialisti del distaccamento Apollo dell'Underwater Demolition Team, una squadra di recupero della NASA di 35 uomini e circa 120 rappresentanti dei media. Per fare spazio, gran parte dell'ala aerea dell'Hornet venne lasciata a Long Beach. Vennero inoltre caricati speciali dispositivi di recupero, tra cui un modello finto di modulo di comando da utilizzare per l'addestramento.
Il 12 luglio, con l'Apollo 11 ancora sulla rampa di lancio, l'Hornet lasciò Pearl Harbor per dirigersi verso l'area di recupero nel Pacifico centrale nei pressi di 10°36′N 172°24′E. Una rappresentanza presidenziale, composta da Nixon, Borman, dal segretario di stato William Pierce Rogers e dal consigliere per la sicurezza nazionale Henry Kissinger volò con l'Air Force One sull'atollo Johnston, quindi sulla nave di comando USS Arlington con il Marine One. Dopo una notte a bordo, sempre con il Marine One, raggiunsero la Hornet. Il loro arrivo a bordo della Hornet fu salutato dal comandante in capo del Pacifico (CINCPAC), dall'ammiraglio John S. McCain Jr. e dall'amministratore della NASA Thomas O. Paine.
All'epoca i satelliti meteorologici non erano ancora molto diffusi, ma il capitano Hank Brandli dell'Aeronautica statunitense aveva accesso alle immagini top-secret di satelliti spia. Così, si rese conto che un fronte temporalesco era diretto verso l'area di recupero. La scarsa visibilità rappresentava una seria minaccia per la missione; se gli elicotteri non fossero riusciti a localizzare il Columbia, la navicella spaziale, il suo equipaggio e il suo inestimabile carico di rocce lunari poteva andare perso. Brandli avvisò il capitano della Marina Willard S. Houston Jr., comandante del Centro Meteorologico della Flotta a Pearl Harbor. Su loro raccomandazione, il contrammiraglio Donald C. Davis, comandante delle forze di recupero nel Pacifico, consigliò alla NASA di cambiare l'area di recupero e così venne fatto, designandone una nuova a 398 km a nord-est dell'originale.
Prima dell'alba del 24 luglio, dalla Hornet decollarono quattro elicotteri Sea King e tre Grumman E-1 Tracer. Due degli E-1 furono designati come "air boss" mentre il terzo servì come un aereo per le comunicazioni. Due dei Sea Kings trasportavano i sommozzatori e le attrezzature per il recupero, il terzo attrezzature fotografiche e il quarto il sommozzatore incaricato della decontaminazione e il medico di volo. Alle 16:44 UTC (18:44 ora locale) i paracadute parafreno del Columbia si aprirono, come osservato dagli elicotteri. Sette minuti più tardi, la navetta impattò sull'acqua a 2.660 km a est dell'isola Wake, 380 km a sud dell'atollo Johnston e 24 km dalla nave da recupero Hornet, precisamente a 13°19′N 169°09′W. Nell'ammarare, il Columbia il modulo di comando si trovò a testa in giù, ma in soli 10 minuti fu rimesso nella giusta posizione grazie ai galleggianti aperti dagli astronauti. "Tutto va bene, la nostra lista di controllo è completa, aspettiamo i sommozzatori", fu l'ultima trasmissione ufficiale di Armstrong dal Columbia. Un sommozzatore dall'elicottero della Marina che si trovò sopra di loro, attaccò un'ancora al modulo di comando per impedirgli di andare alla deriva. Galleggianti supplementari vennero attaccati alla navetta per stabilizzarla e si posizionarono le zattere per l'estrazione degli astronauti.

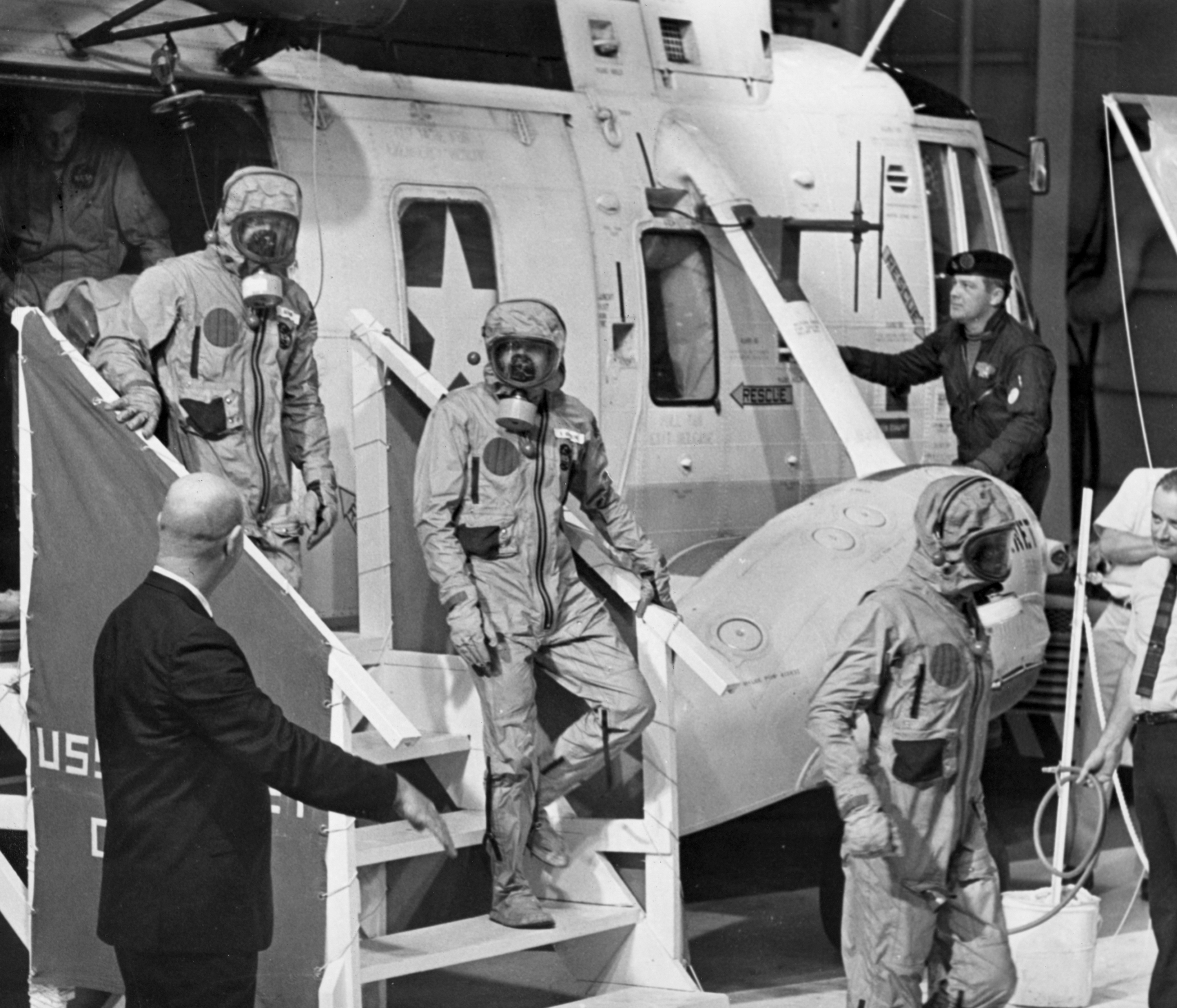
Gli astronauti arrivano sulla Hornet indossando gli indumenti di isolamento biologico

I sommozzatori fornirono agli astronauti degli indumenti di isolamento biologico che indossarono fino a raggiungere le camere di isolamento a bordo della Hornet. Inoltre, gli astronauti vennero sfregati con una soluzione di ipoclorito di sodio e il modulo di comando pulito con betadine per rimuovere qualsiasi polvere lunare che avrebbe potuto essere presente. La zattera contenente i materiali di decontaminazione venne, quindi, affondata intenzionalmente.
Un secondo elicottero Sea King (il celebre elicottero 66) prelevò gli astronauti a uno a uno, e un medico di volo della NASA fece a ciascuno un breve controllo fisico durante il viaggio per tornare alla Hornet. Arrivati sulla portaerei, gli astronauti uscirono dall'elicottero, lasciando il medico di volo e i tre membri dell'equipaggio, per dirigersi alla Mobile Quarantine Facility (MQF) dove iniziarono i loro 21 giorni di quarantena. Questa pratica continuò per altre due missioni Apollo: Apollo 12 e Apollo 14, prima che si dimostrasse definitivamente l'assenza di alcun rischio di trasporto di agenti infettivi dalla Luna.

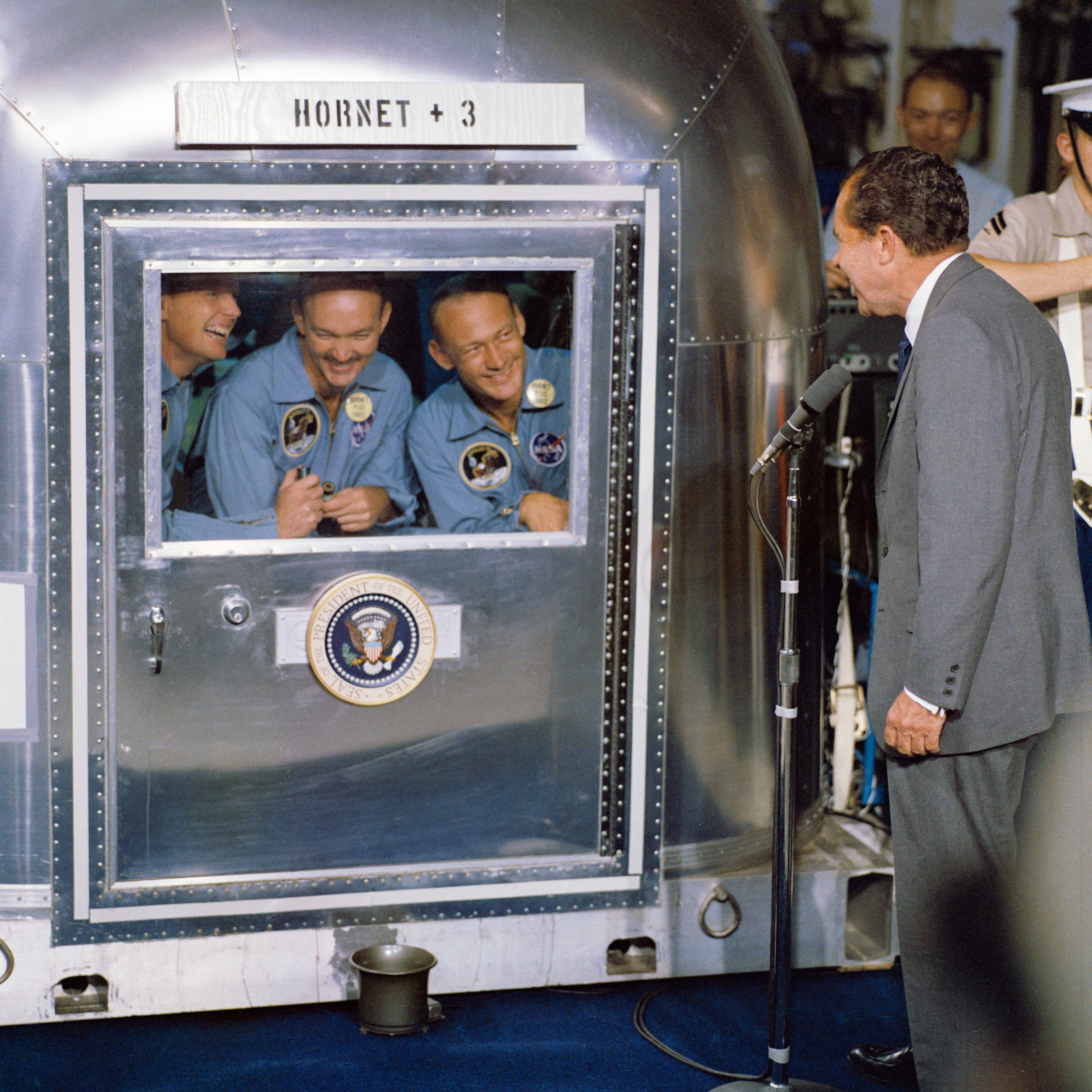
Il Presidente Nixon saluta gli astronauti che si trovano nell'MQF

Il presidente Richard Nixon si trovava a bordo della Hornet per accogliere personalmente gli astronauti sulla Terra ai quali disse: "Come risultato di ciò che avete fatto, il mondo non è mai stato più vicino". Dopo che Nixon partì, la Hornet venne accostata al modulo di comando che venne issato al bordo e collocato vicino al MQF. La Hornet navigò verso Pearl Harbor dove il modulo di comando e il MQF vennero trasportati in aereo verso il Lyndon B. Johnson Space Center.
Secondo la Extra-Terrestrial Exposure Law, gli astronauti vennero messi in quarantena per paura che sulla Luna potessero esservi organismi patogeni sconosciuti a cui potessero essere stati esposti durante le loro attività extraveicolari. Tuttavia, dopo quasi tre settimane di confinamento (prima nel MQF e successivamente nel Lunar Receiving Laboratory), gli astronauti non accusarono alcun sintomo o segno di malattia. Così, il 10 agosto 1969 uscirono dalla quarantena.

### Celebrazioni

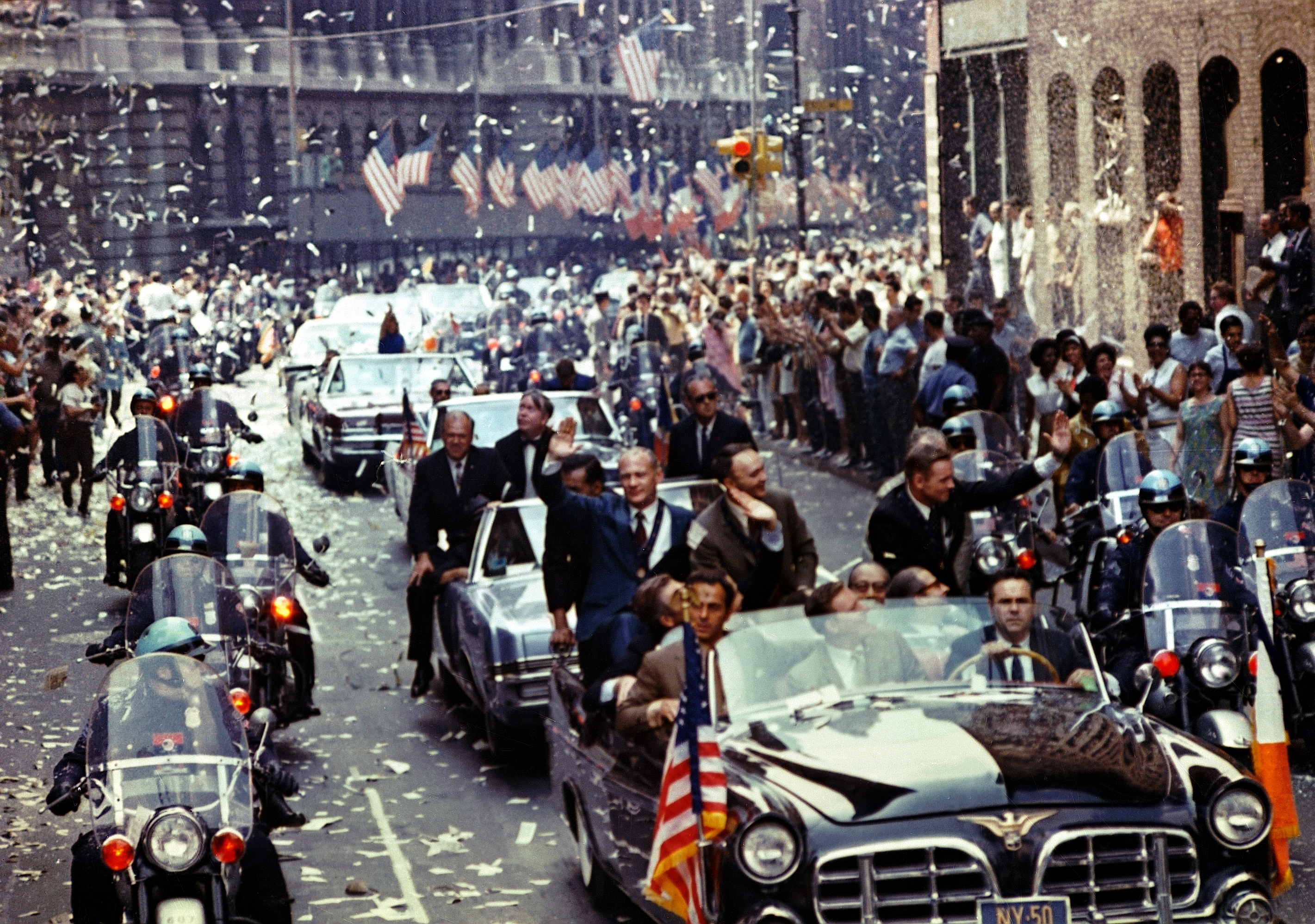
Ticker-tape parade a New York

Il 13 agosto, i tre astronauti furono protagonisti di una ticker-tape parade a New York e a Chicago a cui si stima che parteciparono sei milioni di persone. La stessa sera a Los Angeles vi fu una cena ufficiale di stato, al Century Plaza Hotel, per celebrare il volo, alla presenza di membri del Congresso, 44 governatori, il Presidente della Corte suprema degli Stati Uniti d'America e ambasciatori di 83 nazioni. Nixon e Agnew decorarono ogni astronauta con la medaglia presidenziale della libertà.
Successivamente, il 16 settembre 1969, i tre astronauti tennero un intervento durante una sessione congiunta del Congresso. In quest'occasione regalarono due bandiere statunitensi, una alla Camera dei Rappresentanti e l'altra al Senato, che erano state portate sulla superficie lunare insieme a loro. Una bandiera delle Samoa Americane che ha volato su Apollo 11 è oggi esposta al Museo Jean P. Haydon di Pago Pago, la capitale delle Samoa Americane.
Queste celebrazioni furono l'inizio di un tour mondiale di 38 giorni, dal 29 settembre al 5 novembre, che portò gli astronauti in 22 paesi stranieri in cui ebbero incontri con i leader di molti paesi. Molte nazioni hanno onorato il primo atterraggio umano della Luna con numeri speciali delle riviste o emettendo francobolli o monete commemorative dell'Apollo 11.

## Cimeli

### Navetta spaziale

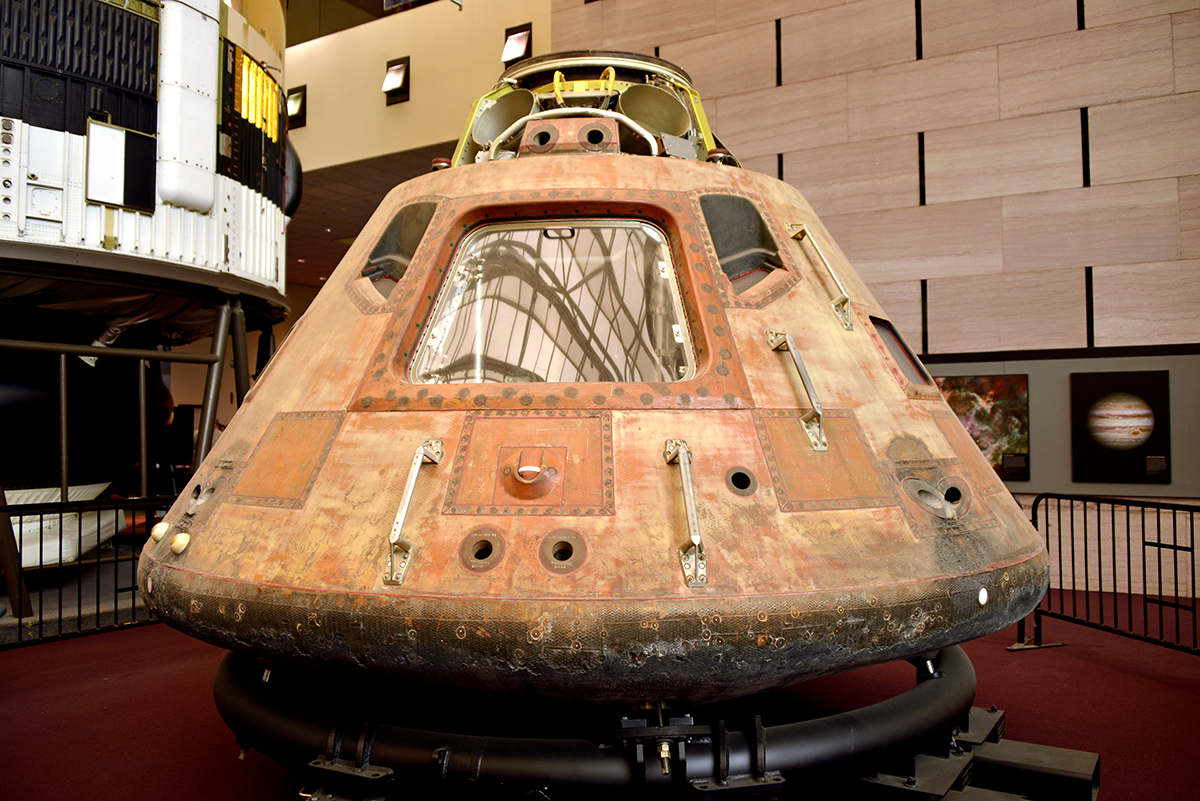
Il Columbia esposto nella sala Milestones of Flight del National Air and Space Museum

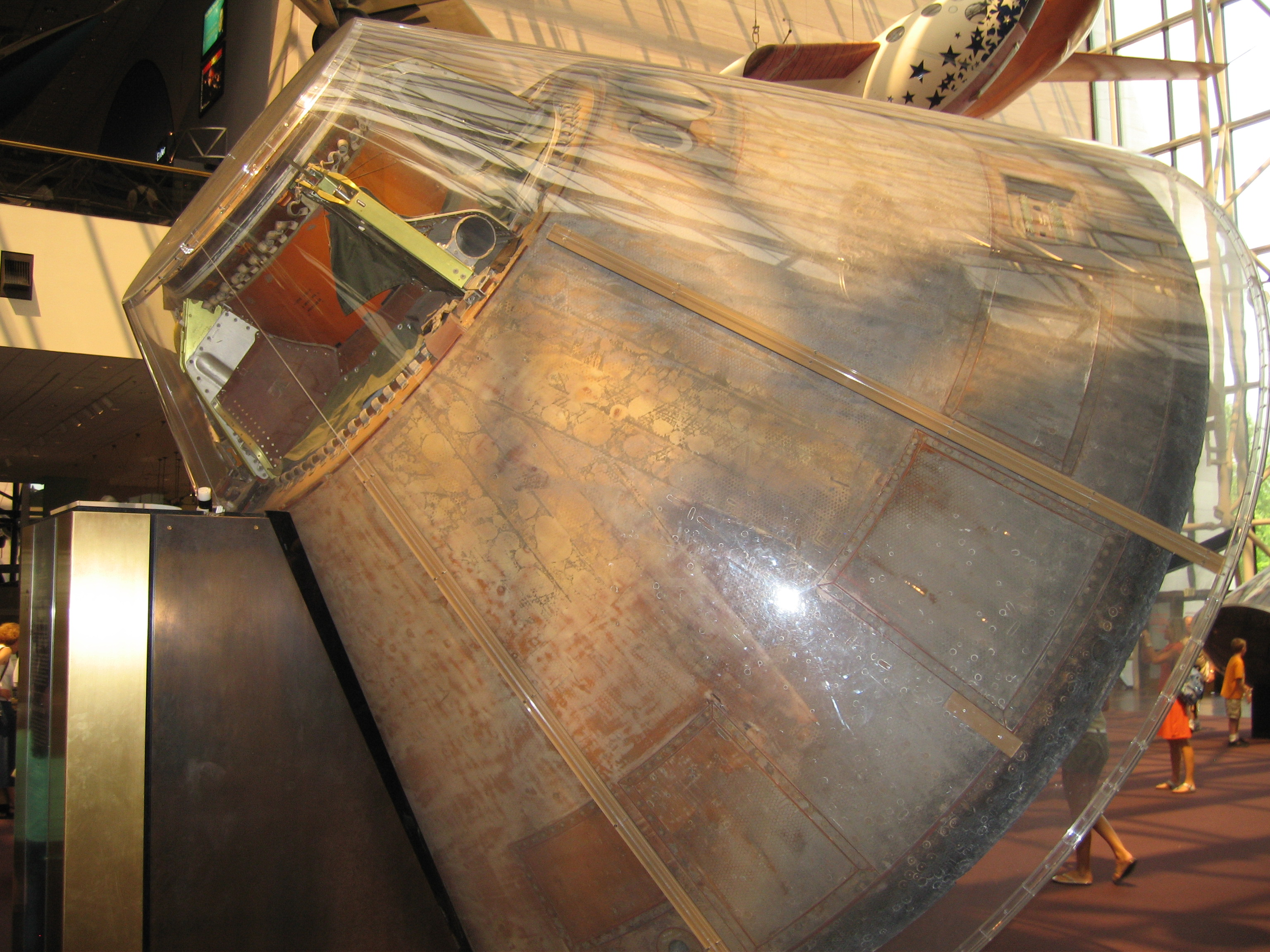
Il modulo di comando dell'Apollo 11 esposto al National Air and Space Museum

Il modulo di comando Columbia venne portato in giro per gli Stati Uniti, visitando 49 capitali di stato, il distretto di Columbia e Anchorage, in Alaska. Nel 1971 venne trasferito allo Smithsonian Institution per essere esposto al National Air and Space Museum di Washington, DC nella sala centrale "Milestones of Flight" di fronte all'ingresso ed insieme ad altri veicoli pionieristici come il Wright Flyer, lo Spirit of St. Louis, il Bell X-1, il North American X-15 e il Friendship 7.

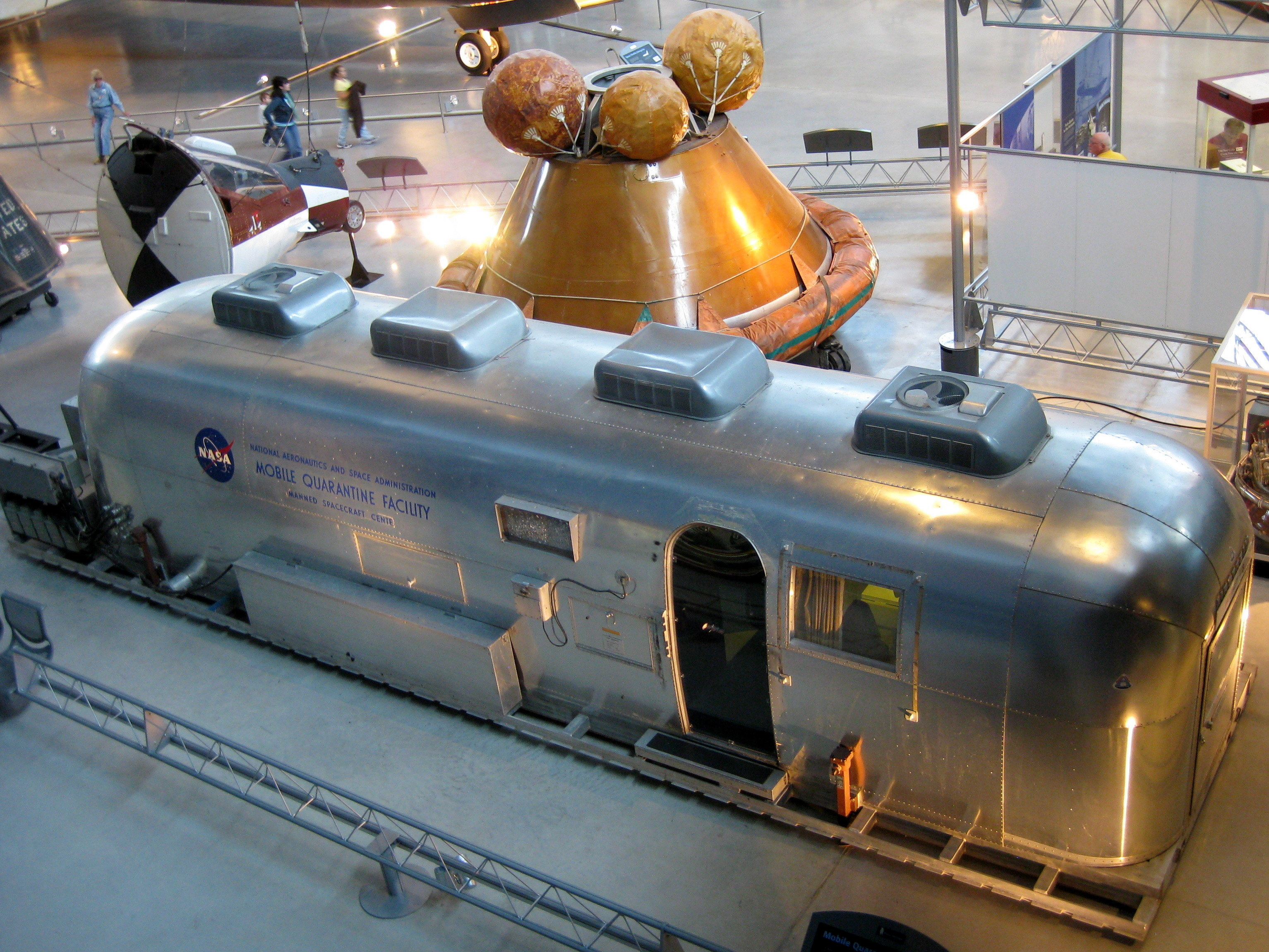
Il modulo di quarantena dell'Apollo 11 in esposizione allo Steven F. Udvar-Hazy Center nel 2009

Nel 2017 il Columbia venne momentaneamente trasferito all'Hangar Mary Baker Engen Restoration presso lo Steven F. Udvar-Hazy Center a Chantilly, in Virginia per un tour che toccò quattro città e intitolato Destination Moon: The Apollo 11 Mission. Il tour ha incluso lo Space Center Houston dal 14 ottobre 2017 al 18 marzo 2018, il Saint Louis Science Center dal 14 aprile al 3 settembre 2018, il John Heinz History Center a Pittsburgh dal 29 settembre 2018 al 18 febbraio 2019 e il Museum of Flight di Seattle dal 16 marzo al 2 settembre 2019.
Per 40 anni le tute spaziali di Armstrong e di Aldrin sono state esposte nella mostra Apollo to the Moon, fino alla chiusura della mostra il 3 dicembre 2018. La mostra sarà sostituita da una nuova galleria espositiva che si prevede possa aprire nel 2022. Una speciale esposizione della tuta di Armstrong è prevista per il 50º anniversario della missione che si avrà nel luglio 2019. Il modulo di quarantena, il collare di galleggiamento e le borse di galleggiamento si trovano nella sede distaccata dello Smithsonian, lo Steven F. Udvar-Hazy Center, vicino all'aeroporto Internazionale di Washington-Dulles, in Virginia, dove sono esposti insieme a un modulo lunare utilizzato nei test a terra.

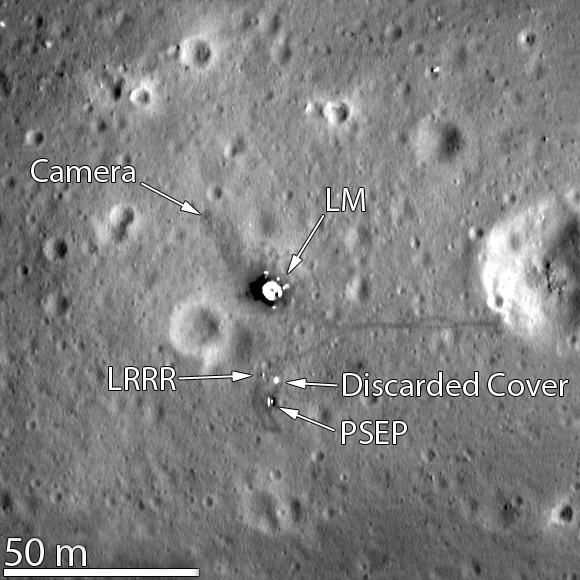
Il sito di allunaggio fotografato da LRO nel 2012

Lo stadio di discesa del modulo Eagle è rimasto sulla Luna. Nel 2009, il Lunar Reconnaissance Orbiter (LRO) ha fotografato i vari siti di allunaggio delle missioni Apollo; per la prima volta la risoluzione era tale da distinguere gli stadi di discesa dei moduli lunari, vari strumenti scientifici e le impronte degli astronauti. Lo stadio di ascensione, dopo che è stato abbandonato, si è schiantato in un luogo della superficie lunare ancora ignoto, poiché la traiettoria dello stadio non è stata tracciata dopo lo sgancio e la gravità lunare non è sufficientemente uniforme per consentire una previsione accurata.
Nel marzo 2012, un team di specialisti finanziati da Jeff Bezos, fondatore di Amazon.com, localizzò i cinque motori F-1 dell'Apollo 11. Sono stati ritrovati nell'Atlantico grazie a scansioni sonar avanzate. Il team portò alcune parti di due dei cinque motori in superficie. Nel luglio 2013, un restauratore scoprì un numero seriale sotto la ruggine di uno dei motori, che la NASA confermò essere dell'Apollo 11. Il terzo stadio del S-IVB che fu impiegato per eseguire la manovra di inserzione translunare e che percorse anch'esso la traiettoria di trasferimento dell'Apollo 11 verso la Luna, rimane in un'orbita eliocentrica vicina a quella della Terra.

### Rocce lunari

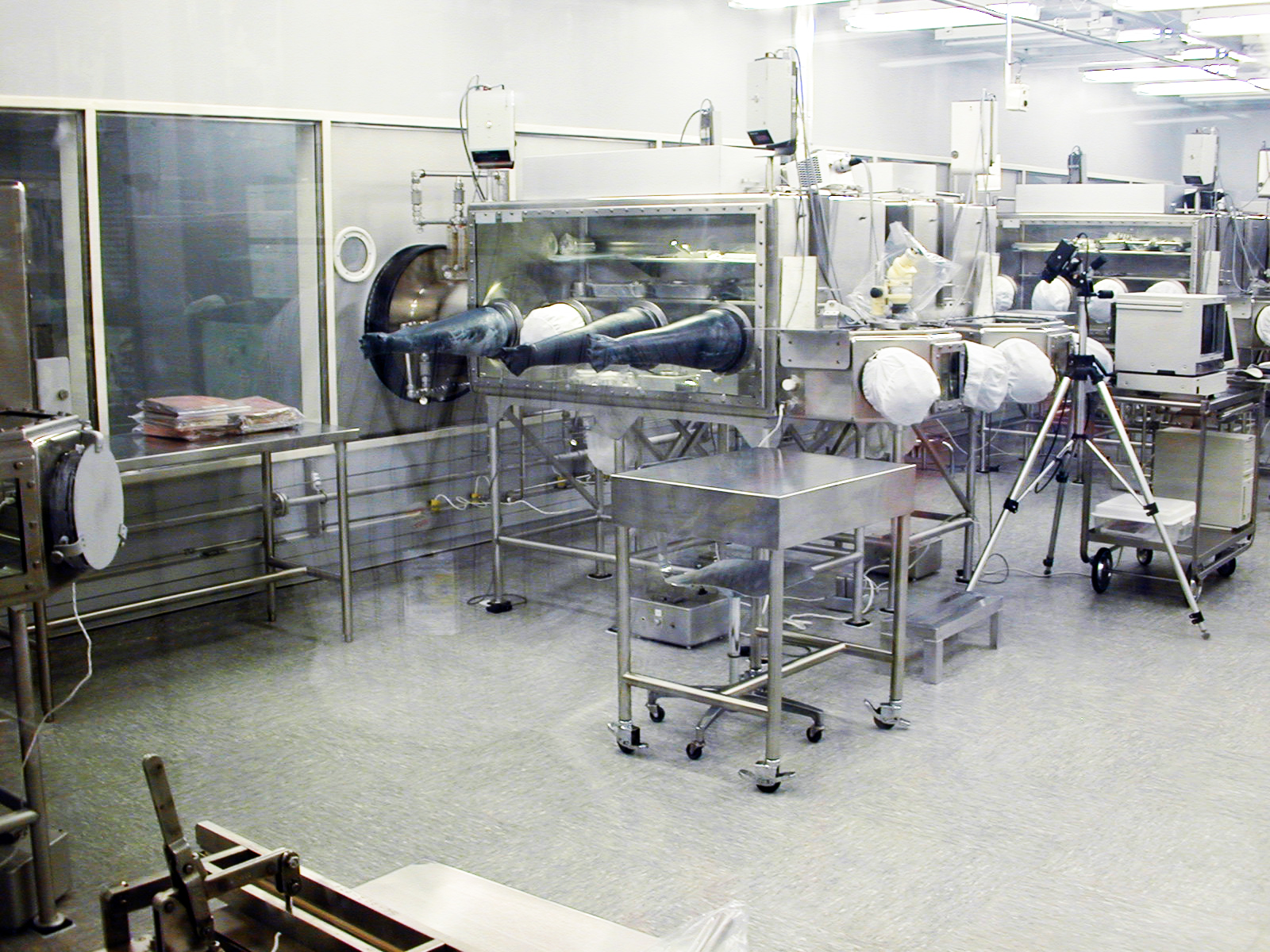
Il Lunar Sample Laboratory Facility presso il JSC di Houston.

Il principale luogo dove sono conservate le rocce lunari raccolte durante il programma Apollo è il Lunar Sample Laboratory Facility situato presso il Lyndon B. Johnson Space Center di Houston, in Texas. Tuttavia, per sicurezza, una piccola quantità è presente anche nella White Sands Test Facility vicino a Las Cruces, nel Nuovo Messico. La maggior parte delle rocce sono mantenute in azoto per mantenerle prive di umidità. Pertanto vengono analizzate solo indirettamente, utilizzando strumenti speciali. Più di 100 laboratori di ricerca in tutto il mondo conducono studi sui campioni e circa 500 campioni vengono preparati e inviati ai ricercatori ogni anno.
Nel novembre del 1969, Nixon chiese alla NASA di preparare circa 250 campioni di polvere lunare raccolta da Apollo 11 per essere consegnati in 135 nazioni, nei vari Stati che formano l'Unione e alle Nazioni Unite come regalo di benevolenza. I campioni, di dimensioni di un chicco di riso, consistevano in quattro piccoli pezzi di terreno lunare del peso di circa 50 mg ed erano avvolti in una capsula acrilica trasparente grande circa una moneta da mezzo dollaro statunitense. Questa capsula era in grado di ingrandire i granelli di polvere lunare.
L'esperimento sismico passivo lasciato sulla luna funzionò finché la linea di uplink smise di funzionare il 25 agosto 1969, mentre il 14 dicembre dello stesso anno la stessa sorte toccò a quella di downlink. Al 2018, l'esperimento Lunar Laser Ranging era ancora operativo.

## Giubileo della missione

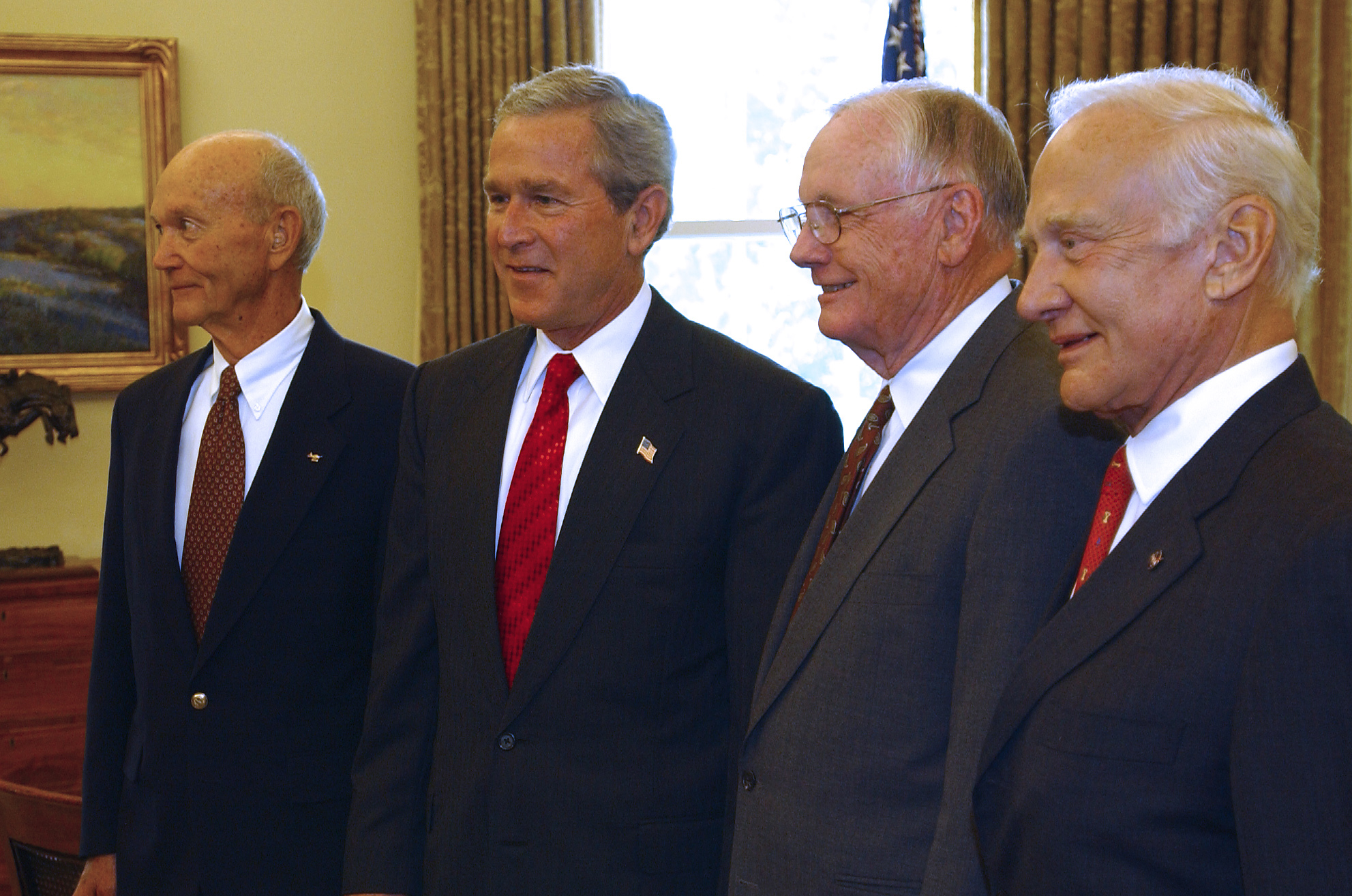
Collins, Armstrong e Aldrin ricevuti dal Presidente George W. Bush

Il 20 luglio 2004 la NASA festeggiò il 35º anniversario dell'allunaggio e della missione Apollo 11 con una grande cerimonia commemorativa e con l'incontro, il giorno successivo, degli astronauti ancora in vita e dei più importanti collaboratori del progetto alla Casa Bianca con l'allora Presidente degli Stati Uniti George W. Bush.

### Quarantesimo anniversario
Di nuovo il 20 luglio 2009, Armstrong, Aldrin e Collins furono invitati alla Casa Bianca dal presidente Obama, per festeggiare il 40º anniversario dell'allunaggio. TV e giornali hanno dedicato la giornata intera agli eroi della missione, e proprio in occasione dell'anniversario è stato realizzato un film-documentario che ripercorre la storia dell'Apollo, Moonshot. Alla Casa Bianca i tre astronauti hanno tenuto un discorso nel quale invitano il paese a mandare l'uomo su Marte.

### Cinquantesimo anniversario
Il 10 giugno 2015, Bill Posey, membro del Congresso degli Stati Uniti, introdusse la risoluzione H.R. 2726 nella 114ª sessione della Camera dei rappresentanti, che ordina la United States Mint di ideare e vendere delle monete commemorative placcate in oro e argento in occasione del cinquantenario dalla missione Apollo 11. Il 24 gennaio 2019, la United States Mint ha rilasciato le monete al pubblico tramite il suo sito. Il 1º marzo 2019 è uscito in IMAX un documentario sull'Apollo 11, con delle riprese originali del 1969 restaurate. Questo documentario è stato distribuito negli Stati Uniti l'8 marzo 2019 ed è stato distribuito in Italia nei giorni 9, 10, 11 del settembre 2019.

## Principali eventi

### Agganci tra il CSM-LM
- Separazione: 20 luglio 1969, 17:44 UTC
- Riaggancio: 21 luglio 1969, 21:35 UTC

### Passeggiata sulla Luna
- Apertura del portello del LM: 21 luglio 1969, 2:39:33 UTC
- Armstrong, EVA (Extra-vehicular activity, attività extraveicolari)
  - Uscita dal LM: 2:51:16 UTC
  - Contatto con il suolo lunare: 2:56:15 UTC
  - Rientro al LM: 5:09:00 UTC
- Aldrin, EVA
  - Uscita dal LM: 03:11:57 UTC
  - Contatto con il suolo lunare: 03:15:16 UTC
  - Rientro al LM: 05:01:39 UTC
- Chiusura del portello del LM: 21 luglio, 05:11:13 UTC
  - Durata: 2 ore, 31 minuti, 40 secondi